# Demokratie
Demokratie (von altgriechisch δημοκρατία dēmokratía Volksherrschaft) ist ein Begriff für Formen der Herrschaftsorganisation auf der Grundlage der Partizipation bzw. Teilhabe aller an der politischen Willensbildung. Es handelt sich um einen zentralen Begriff der Politikwissenschaft, der ursprünglich aus der Staatsformenlehre stammt und in der Demokratietheorie erörtert wird. Die erste begriffliche Erwähnung findet sich bezogen auf die Attische Demokratie bei Herodot. Ideengeschichtlich wegweisend für den Begriff war die Definition der Politie bei Aristoteles. Eine schlagwortartige Beschreibung aus der Moderne liefert Abraham Lincolns Gettysburg-Formel von 1863: „Regierung des Volkes, durch das Volk, für das Volk“.
Für auf staatlicher Ebene existierende neuzeitliche Demokratien ist eine Kombination von liberalen und repräsentativen Elementen gängig. Zur liberalen Demokratie, wie sie sich nach westlichen Mustern herausgebildet hat, gehören allgemeine, freie und geheime Wahlen, die Aufteilung der Staatsgewalt bei Gesetzgebung, Regierung und Rechtsprechung auf voneinander unabhängige Organe (Gewaltenteilung) sowie die Garantie der Grundrechte. In einer repräsentativen Demokratie, in der gewählte Repräsentanten zentrale politische Entscheidungen treffen, haben oft Parteien maßgeblichen Anteil an der politischen Willensbildung und an der durch Wahlen legitimierten Regierung. Die Opposition ist fester Bestandteil eines solchen demokratischen Systems, zu dem auch die freie Meinungsäußerung samt Pressefreiheit, die Möglichkeit friedlicher Regierungswechsel und der Minderheitenschutz gehören. In einer direkten Demokratie hingegen trifft das Stimmvolk politische Entscheidungen direkt.
Je nach zugrundeliegendem Demokratiebegriff gibt es unterschiedliche Kriterien dafür, wann ein Staat als Demokratie gilt. Neben und auch statt der bereits genannten Begriffe werden unter anderem Volkssouveränität, Mehrheitsherrschaft, verfassungsmäßige Ordnung, allgemeine Wohlfahrt, Pluralismus, Rechts- und Sozialstaatlichkeit, Schutz des Privateigentums genannt. Daher unterscheiden sich die unter der Bezeichnung „Demokratie“ in Vergangenheit und Gegenwart registrierten politischen Systeme.
Forderungen nach demokratischen Strukturen beziehen sich nicht nur auf die gesamtstaatliche Ebene. Sie werden auch für Teilbereiche des organisierten Gesellschaftslebens, wie Institutionen, Verbände, Vereine oder das Wirtschaftsleben erhoben.
|  Autoritarismus |  Mischform |  Demokratie |

Herrschaftsform nach Land gemäß Demokratieindex für das Jahr 2024:

Politische Systeme, die keine Demokratien sind, werden als autoritäre Systeme, Autokratien oder umgangssprachlich Diktaturen bezeichnet. Die genaue Abgrenzung von Demokratien zu letzteren ist nicht einheitlich definiert, die Einordnung einzelner Staaten ist daher häufig umstritten. Teilweise werden politische Systeme im Übergangsbereich als Hybridregime bezeichnet.
Laut einem von der Wochenzeitung The Economist publizierten Demokratieindex, einer Form der Demokratiemessung nach westlich-liberalen Kriterien, lebten 2024 etwa 8 % der Weltbevölkerung in „vollständigen Demokratien“, weitere 38 % in „unvollständigen Demokratien“, 15 % in Hybridregimen und 39 % in Autokratien.

## Definition der Demokratie
Aus der ursprünglichen Wortbedeutung von Demokratie (Macht oder Herrschaft des Volkes) abgeleitet und um das Objekt der Herrschaftsausübung logisch erweitert folgert Giovanni Sartori: „Demokratie ist die Macht des Volkes über das Volk.“ Dabei zu beachten sei, dass die vom Volk nach oben ausgehende Macht – wiederum durch die Kontrolle des Volkes – auch die Machtausübung nach unten bestimme. Andernfalls bestehe die Gefahr, dass die Herrschaft über das Volk mit der Herrschaft des Volkes nichts zu tun habe. „Wer Macht delegiert, kann sie auch verlieren; Wahlen sind nicht notwendig frei; und die Repräsentation ist nicht unbedingt eine echte.“
Historisch veränderlich und umstritten war und ist, wer als dem „Volk“ zugehörig definiert wird und wie es seinen Willen bekunden könne. Der österreichisch-amerikanische Politikwissenschaftler Kurt Leo Shell nennt als Minimaldefinition für Demokratie ein System, das allen Staatsbürgern von einem bestimmten Alter an das gleiche Recht zubilligt, an den sie alle betreffenden Gesetzen zumindest indirekt zu partizipieren und ihren Willen ohne rechtliche Diskriminierung oder Unterdrückung zu bilden und auszudrücken.
Der in Athen im 5. Jahrhundert v. Chr. entwickelte Begriff der Demokratie hat nur noch wenig Ähnlichkeit mit der heutigen Verwendung des Begriffs. Als markantesten Gegensatz zur Demokratie und geradezu als ihr Gegenteil bezeichnet Sartori die Autokratie. Dieser Abgrenzung gemäß ist Demokratie ein System nach dem Grundsatz, dass niemand sich selbst zum Herrscher erklären kann, niemand die Macht unwiderruflich im eigenen Namen innehaben kann.
Für Samuel Salzborn liegt es im Wesen der Demokratie selbst, sich einer verbindlichen, konsensfähigen Definition zu entziehen. Was die Demokratie kennzeichne, müsse umstritten sein, weil es zum demokratischen Prozess gehöre, Interessenkonflikte zu organisieren und ihnen zur Artikulation zu verhelfen. In Anlehnung an Gunnar Folke Schuppert bezeichnet Salzborn Demokratie als „ein Verfahren der Legitimation, der Kontrolle und der Kritik politischer Herrschaft“. Im Unterschied zu einer vor allem auf normative Aspekte orientierten statischen Definition lasse sich so der funktionale Charakter von Demokratie fassen, und zwar vor allem durch eine negative Bestimmung im Verhältnis zur organisierten Herrschaft. „Demokratie fordert die Legitimation (ohne bereits genau zu bestimmen durch wen, von wem und auf welche Weise), sie fordert die Kontrolle (ebenfalls ohne eine substanzielle Erklärung darüber, wie und auf welche Weise) und sie zielt auf die Kritik von politischer Herrschaft – als dauerhaften und unabgeschlossenen Prozess.“

### Ursprung der Demokratie

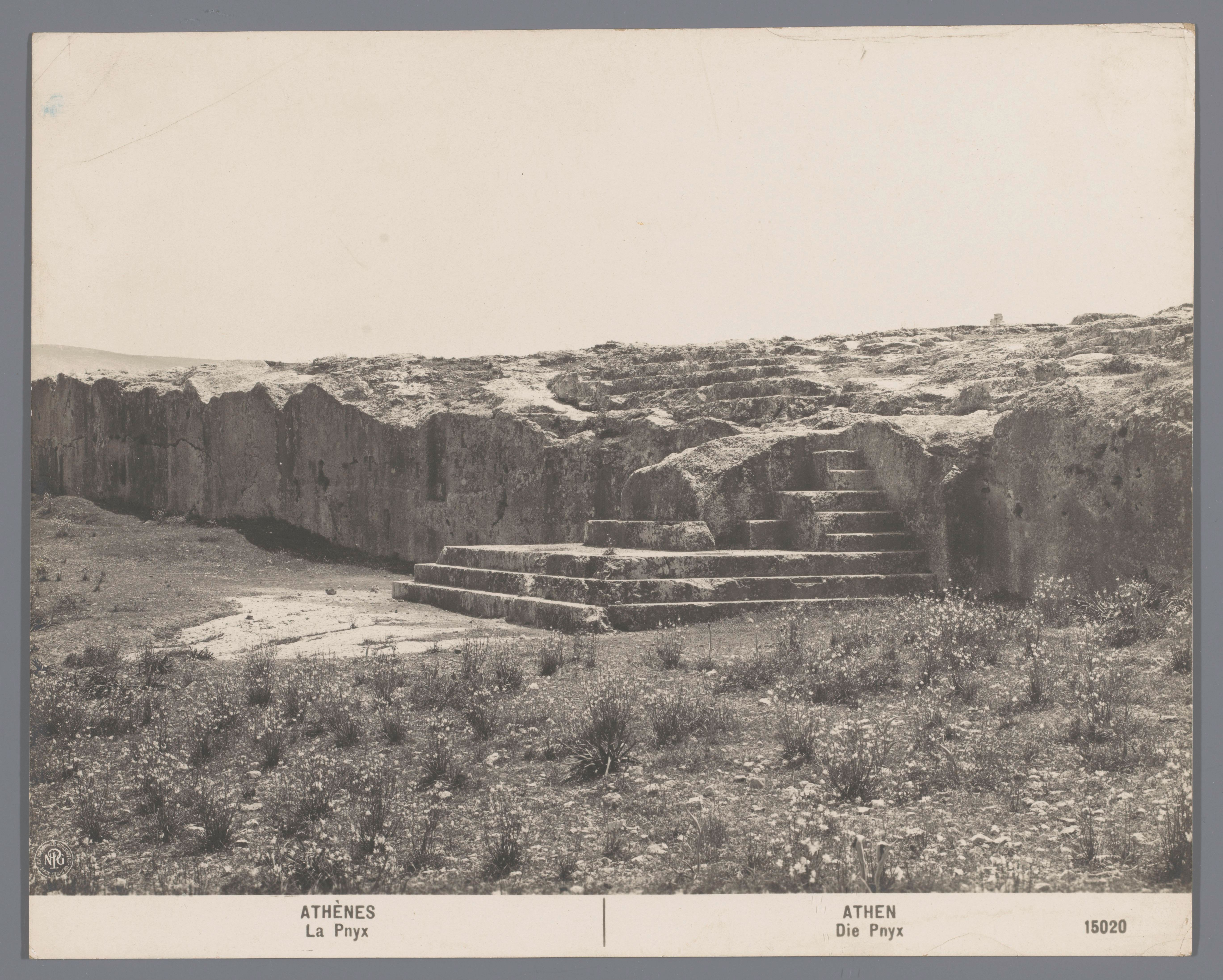
Pnyx in Athen – Versammlungsplatz der Ekklesia mit Rednertribüne (Foto 1905)

Der Ausdruck Demokratie ist auf altgriechisch δημοκρατία zurückzuführen, ein Kompositum aus δῆμος dḗmos ‚Volk‘ und κράτος krátos ‚Kraft; Macht; Herrschaft‘. Die Endung -kratia bezeichnet dabei, anders als Wörter mit der Endung -archie, nicht die Zahl der jeweils Herrschenden, denen ein Amtsmonopol attestiert wird, sondern die Qualität des Regierungsprinzips. Die erste Erwähnung der Bezeichnung Demokratie findet sich bei Herodot um 430 v. Chr., als die so bezeichnete Herrschaftsform bereits mehrere Jahrzehnte praktiziert worden war. Zur Demokratie hinleitende Begriffe im Vorfeld waren die mit den Kleisthenischen Reformen in Verbindung stehenden Isonomie (ἰσονομία ‚Gleichheit vor dem Gesetz‘), Isegorie (ἰσηγορία ‚gleiches Rederecht‘) und Isokratie (ἰσοκρατία ‚gleicher Anspruch auf Herrschaft‘).
In der ursprünglichen Bedeutung ist Demokratie laut Giovanni Sartori „die Regierung oder Macht des Volkes“. Demos stand dabei für die Gemeinschaft, die in der Volksversammlung zusammentrat. Herodot lässt Otanes die Vorzüge dieser Herrschaft der Vielen wiedergeben: die Amtsbesetzung durch Losverfahren, die Rechenschaftspflicht der Amtsträger, die Vorlage aller Beschlüsse vor der Gesamtheit, die Rechtsgleichheit für alle und die Verwerfung jeder Willkürmacht. Doch umfasste der Demos in einer griechischen Polis nur die freien Männer, die als mündige Bürger an der Ekklesia, der Volksversammlung, teilnahmen, nicht also Frauen, Sklaven und Metöken.

### Bedeutungswandel
Bis ins späte 18. Jahrhundert stand Demokratie schwerpunktmäßig für die ursprüngliche Bedeutung eines Gemeinwesens, das sich unter Einbeziehung breiter Kreise seiner Bevölkerung selbst regiert. Unter Bezugnahme auf die attische Demokratie wurde Demokratie in diesem Verständnis mit Chaos, Despotismus der Massen und Demagogie assoziiert. Erst in den Jahren 1780 bis 1800 trat der Begriff Demokratie aus der Gelehrtensprache heraus, die heutigen Wortbedeutungen entwickelten sich, er wurde als politischer Begriff allgemein verwendet und war jahrzehntelang heftig umkämpft. Noch in den 1780er Jahren lehnten die Gründerväter der Vereinigten Staaten in den Federalist Papers die „Demokratie“ klar ab und befürworteten eine Republik mit gewählten Repräsentanten. Auch im Amerikanischen Unabhängigkeitskrieg und in der Französischen Revolution ging es laut Hans Vorländer noch viel eher um die Republik als um die Demokratie. „So bestand die Ironie der Geschichte des Demokratiebegriffs darin, dass eigentlich von der Demokratie nicht die Rede war, als es darum ging, die moderne Demokratie zu etablieren. Vielmehr war, in Frankreich genauso wie in Nordamerika oder in Deutschland, von der Republik die Rede, wenn die neue Form der repräsentativen Demokratie gemeint war.“ Unter Republik wurde im 18. Jahrhundert allgemein ein Gemeinwesen verstanden, in dem die Gesetze herrschten, ein gutes Regiment als Antonym zum zunehmend kritisierten Despotismus. Der Demokratiebegriff wurde in den revolutionären Auseinandersetzungen von der Staatsformbedeutung zum Teil gelöst und zu einem „Tendenz- und Bewegungsbegriff“ sozialer und politischer Kräfte. In der Folge entstand dementsprechend das Verb demokratisieren.
Alexis de Tocqueville veröffentlichte 1835 sein bis heute wichtiges Werk Über die Demokratie in Amerika, stellte jedoch später fest: „Es ist unser Gebrauch der Wörter ‚Demokratie‘ und ‚demokratische Regierung‘, der zu größter Verwirrung führt. Solange diese Wörter nicht einvernehmlich klar definiert sind, leben die Menschen in einem unbehebbaren Gedankenwirrwarr, sehr zum Vorteil von Demagogen und Despoten.“ Derselbe Begriff Demokratie bezeichnet seitdem viele völlig unterschiedliche Herrschaftsformen. Der norwegische Philosoph Arne Næss dokumentierte 1956 zweihundert verschiedene Definitionen. Laut dem schwedischen Politikwissenschaftler Ludvik Bergman hat Demokratie in der Hauptsache vier Bedeutungen:
- ein politisches System
- ein Ideal kollektiver Selbstregierung
- eine Vorbedingung für Legitimität bzw. ein Erfordernis für Gerechtigkeit als normative Prinzipien
- eine Lebensform, die auf gegenseitigem Respekt und der Selbstverpflichtung zu friedlicher Zusammenarbeit (John Dewey) basiert bzw. das Ethos, das in einer egalitären Gesellschaft vorherrscht (Alexis de Tocqueville).[22]

### Moderne Demokratie

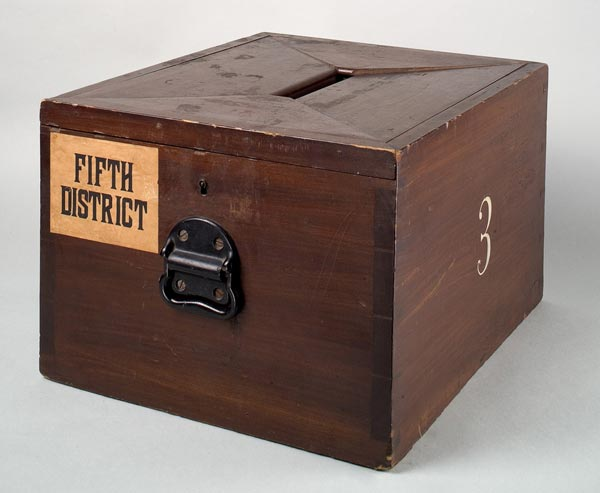
Wahlurne – Merkmal der repräsentativen modernen Demokratie (USA 1870)

Demokratie ist zum Oberbegriff vieler politischer Systeme geworden, die sich von der klassischen Demokratie der Antike zumeist stark unterscheiden. Als vieldeutig und widerspruchsvoll erscheint bei Waldemar Besson und Gotthard Jasper, was weltweit als Demokratie und als demokratisch ausgegeben wird. Die Verwirrung beruhe teils darauf, dass Demokratiedefinitionen aus verschiedenen Zeiten und Gesellschaftsordnungen unreflektiert nebeneinander gebraucht würden, ohne zwischen dem „prinzipiellen Kern“ des demokratischen Gedankens und seiner jeweils zeitgebundenen Ausformung zu unterscheiden.
Salzborn nennt als in die moderne Begriffsgenese von Demokratie eingeschriebene Werte: die individuelle Freiheit als Subjekt, die Verbindung von Staats- und Volkssouveränität und die Gewähr elementarer Rechte der Menschen gegen den Staat. Der Politikwissenschaftler Manfred G. Schmidt definiert Demokratie als „eine Staatsverfassung, in der die Herrschaft bzw. die Machtausübung auf der Grundlage politischer Freiheit und Gleichheit sowie weitreichender politischer Beteiligungsrechte erwachsener Staatsbürger erfolgt.“ Im Idealfall geschehe dies „in offenen, die Opposition gleichberechtigt einschließenden Vorgängen der Willensbildung und Entscheidungsfindung“.
Im Gegensatz zu anderen demokratietheoretischen Periodisierungen, die die moderne Demokratie zumeist bereits im 18. Jahrhundert mit der Entstehung der Vereinigten Staaten von Amerika und den politischen Auswirkungen der Französischen Revolution ansetzen, sieht Schmidt alle vor dem 20. Jahrhundert verfassten Lehren einschließlich der von Karl Marx als Vorläufer moderner Demokratietheorien. Diesen fehle die Erfahrung einer entwickelten demokratischen Staatsverfassung mit allgemeinem Männer- und Frauenwahlrecht und Parteienwettbewerb.
Laut Sartori beruht die moderne Demokratie erstens auf beschränkter Mehrheitsherrschaft, zweitens auf Wahlverfahren und drittens auf repräsentativer Übertragung von Macht. Daraus folgt für ihn, dass einige Teilhabeberechtigte politisch einflussreicher sind als andere, dass auch die Wählermehrheit „nicht wirklich Macht ausübt“ und dass vieles von dem, was als „Wille“ des Volkes bezeichnet wird, eher einer „Zustimmung“ des Volkes ähnelt. „Wieviel Erfolg wir auch bei der Wiederherstellung kleiner direkter Demokratien haben mögen, es bleibt die Tatsache, daß Demokratien mit persönlichem Kontakt nur Teile größerer Gebilde sein können und letzten Endes Mikrobestandteile eines Gesamtgebildes, das stets eine indirekte Demokratie ist und auf vertikalen Vorgängen beruht.“
Unverzichtbarer Garant für die Etablierung demokratischer Freiheit ist laut Salzborn die Staatssouveränität. Wer Freiheit wolle, brauche Sicherheit, auch wenn damit eine unbegrenzte persönliche Freiheit nicht vereinbar sei. Ohne das Gewaltmonopol des Staates mit seiner Verfügungsgewalt über den Ausnahmezustand sei Freiheit nur in Zeiten innerer und äußerer Stabilität unbedroht.
Zur Grundlage eines Messinstruments moderner empirischer Demokratieforschung wurde das von Robert Alan Dahl entwickelte Demokratiekonzept der Polyarchie. Diesen bereits im 17. Jahrhundert für eine Ordnung gebrauchten Begriff, der dem Volk die höchste Macht zugeschrieb, griff Dahl unter Abwandlung auf, indem er damit die auf dem allgemeinen Männer- und Frauenwahlrecht beruhenden Repräsentativdemokratien verband. Als Indikatoren bzw. Messgrößen einer Annäherung der bestehenden Polyarchien an das Ideal einer vollständigen Demokratie, das Dahl nirgendwo verwirklicht sah, bestimmte er eine Reihe wichtiger Kriterien: Wahl und Abwahl der Amtsinhaber; regelmäßig stattfindende freie und faire Wahlen; aktive und passive Stimmberechtigung für alle mündigen Staatsangehörigen; freie Meinungsäußerung und Informationsfreiheit; ungehinderte Selbstorganisation in politischen Parteien und Interessengruppen. Sartori sah in der auch aus seiner Sicht mit Mängeln behafteten existierenden Demokratie eine Wahl-Polyarchie – ein diffuses, offenes System von Einflussgruppen, die für Wahlen miteinander konkurrieren. Sein Ziel war eine „selektive Polyarchie“ bzw. eine „Polyarchie des Verdienstes“, bei der existierende wirtschaftliche und soziale Ungleichheiten nach John Rawls so zu gestalten seien, dass sie erwartbar zum allseitigen Vorteil dienen und allen freien Ämterzugang bieten.

### Wertbegriff
Bis zum Ende des Zweiten Weltkriegs war die Bezeichnung Demokratie laut Sartori noch vergleichsweise klar abgegrenzt. Weder Stalin noch Hitler oder Mussolini hätten einen Anspruch erhoben, dass ihre Regime Demokratien seien. Erst seit 1945 habe sich die Wertbedeutung des Wortes Demokratie dramatisch geändert. Anstelle der bewaffneten Auseinandersetzung habe ein Krieg um das Wort mit dem Ziel begonnen, „Demokratie“ auf die eigene Seite zu bringen. Zur vielseitigen Beanspruchung des Ausdrucks Demokratie zitierte Sartori George Orwell: „Für ein Wort wie ‚Demokratie‘ gibt es nicht nur keine allgemein anerkannte Definition, sondern ein derartiger Versuch stößt auch allseits auf Widerstand […] Die Verfechter jedes beliebigen Regimes behaupten, es sei eine Demokratie, und befürchten, sie müßten auf den Gebrauch des Wortes verzichten, wenn es auf irgendeine Bedeutung festgelegt würde.“
Demokratie war seit je ein Kampfbegriff und als solcher stets mit starken Wertvorstellungen verbunden. Fortdauernd einflussreiche antike Denker wie Platon und Aristoteles wurden hauptsächlich mit ihrer Kritik an negativen Folgeerscheinungen demokratischer Herrschaftssysteme überliefert und noch in der Frühen Neuzeit als Demokratieverächter betrachtet. Der Erste, der den Begriff aufwertete, war der niederländische Philosoph Baruch de Spinoza (1632–1677). Im 21. Jahrhundert ist das Wort stark positiv besetzt und dient unter anderem dazu, Populisten zu delegitimieren, die ihrerseits für sich in Anspruch nehmen, die Interessen des Volks zu vertreten. Demokratisch und nichtdemokratisch sind so Synonyme für gut und böse geworden.

## Geschichte
Vorstellungen davon, was Demokratie ist und sein sollte, sind von der Antike bis in die Gegenwart zumeist verbunden mit sozialen und politischen Demokratisierungsprozessen, heißt es bei Salzborn. Demokratietheorien sind demnach das Ergebnis von Konflikten um politische, soziale und ökonomische Interessen. Sie entstünden in der Absicht, politische Ordnungen zu verändern oder auch vor Veränderung zu bewahren. Die praktische Realisierung einer theoretischen Ordnungsvorstellung und politischen Programmatik setze aber eine gesellschaftliche Mobilisierung voraus. Ein neues Ordnungskonzept zu verwirklichen, erfordere das Bündnis aus Elite und Masse, das andererseits aber auch gebraucht werde, wenn bestehende Verhältnisse gegen sie revolutionierende Vorstellungen geschützt werden sollen.
Auf die Grundannahme aller Demokratietheorien aufbauend, dass das Gemeinwesen eine Schutzfunktion nach innen wie nach außen aufweisen müsse, stellt Salzborn ein Modell von Entwicklungsstufen der Demokratisierung vor, die im historischen Rückblick die idealtypische Skizze eines schrittweisen Demokratisierungsprozesses ergeben:
1. der Schutzstaat mit der politischen Kernforderung nach Sicherheit und den Zielen des Schutzes vor äußeren Angriffen, der Friedenssicherung im Innern sowie einer Garantie der Eigentumsordnung;
2. der auf Freiheit ausgerichtete Rechtsstaat mit Rechts- und Verfassungsordnung, Menschen- und Bürgerrechten sowie entsprechendem Justizsystem;
3. der Solidarität übende Sozialstaat mit sozialer Partizipation und Gewährleistung wirtschaftlicher und sozialer Gerechtigkeit;
4. der auf Gleichheit gerichtete demokratische Staat mit Volkssouveränität, allgemeinem und freiem Wahlrecht, offenem Zugang zu den politischen Ämtern sowie unbeschränkten Partizipationsmöglichkeiten;
5. der für Bildung sorgende Kulturstaat mit Forschungsförderung sowie mit dem Streben nach Gerechtigkeit, Frieden und Ökologie auch auf internationaler Ebene.[35]

### Antike
Als klassische Demokratie, an der moderne Demokratien gern gemessen werden, gilt die athenische im antiken Griechenland. Im Zeitalter der Atlantischen Revolutionen rückte hingegen von Polybios beeinflusst die Römische Republik stärker in den Fokus der historisch-politischen Reflexionen und Vergleiche. So liehen sich etwa die Wortführer der amerikanischen Verfassungsdiskussion die Namen römischer Gesetzgeber oder bekannter Konsuln als Pseudonyme und stellten sich damit in die Tradition von Klassikern, die Grundlagen für ein politisches Gemeinwesen geschaffen hatten.

#### Grundzüge der Attischen Demokratie

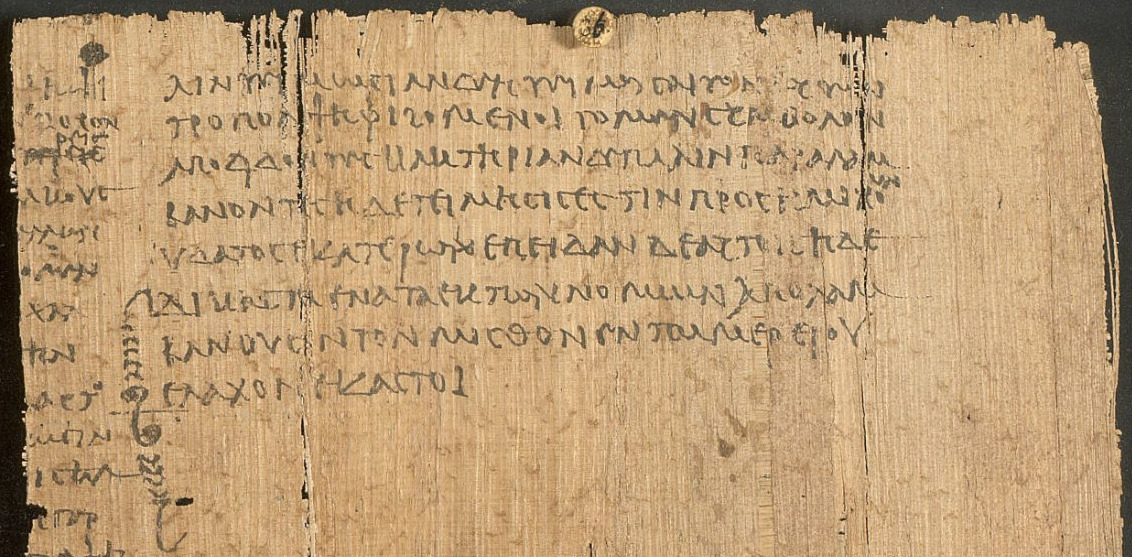
Verfassung von Athen (Papyrus)

Frühestes Beispiel einer demokratischen Ordnung ist die Attische Demokratie, die sich nach der Peisistratiden-Tyrannis und den Perserkriegen im 5. Jahrhundert v. Chr. entwickelte. Sozio-ökonomische und sicherheitspolitische Erwägungen führten in Athen dazu, dass es zu einer verstärkten Einbindung der bislang unberücksichtigten gesellschaftlichen Schicht der Theten in die politischen Strukturen kam. Es bildeten sich Rahmenbedingungen heraus, die grundlegende Verfassungsreformen und eine Beteiligung der Vielen an der Herrschaft förderten. Im Rahmen dieser Reformen, so Stefan Marschall, sei die demokratische als eine mögliche Herrschaftsform entdeckt worden.
Von den 250.000 bis 300.000 Einwohnern von Athen waren 170.000 bis 200.000 Erwachsene. Dagegen besaßen nur 30.000 bis 50.000 Vollbürger volle politische Rechte – unter Dreißigjährige, Frauen, 25.000 Zugezogene und 80.000 Sklaven blieben ausgeschlossen.

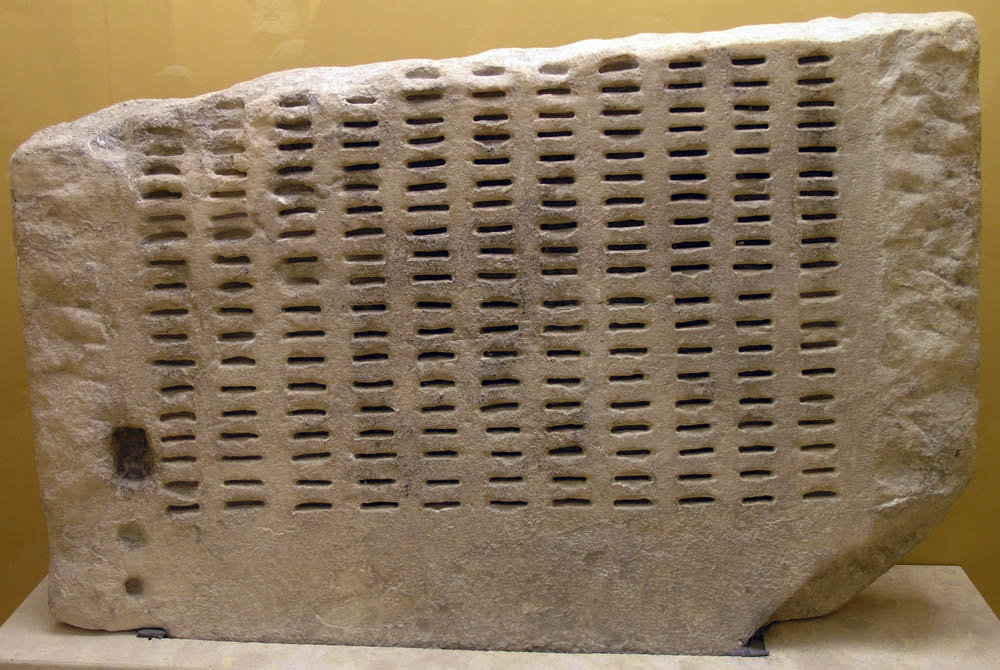
Losmaschine „Kleroterion“ – Merkmal der attischen Demokratie (Museum der Antiken Agora, Athen)

Als wesentliche Strukturmerkmale der athenischen Demokratie gelten:
1. die Zuständigkeit der Ekklesia für alle Entscheidungen über zentrale Angelegenheiten der inneren und äußeren Politik sowie über die Gesetzgebung,
2. der aus der kleisthenischen Phylenreform hervorgegangene Rat der Fünfhundert, der die Volksversammlungen vorbereitete und an den alltäglichen Regierungsgeschäften beteiligt war,
3. die etwa 600 nach dem Annuitätsprinzip zum größten Teil durch Los bestimmten Beamten bzw. Funktionsträger für die verschiedenen Bereiche des öffentlichen Lebens, ergänzt um nur etwa 100 zu wählende Beamte, die in speziellen Verantwortungsfeldern wirkten, so als Strategen in der Führung des Militärs oder als Finanzverwalter;
4. die Volksgerichte, die sich aus insgesamt 6000 ebenfalls per Los bestimmten Laienrichtern rekrutierten.

Für Christian Meier ist Isonomie als Gleichheit aller Bürger vor dem Gesetz das der Demokratie in der Athener Polis vorausgehende Reformleitbild, in dem ein Anspruch wie im „Rechtsstaat“ oder „Verfassungsstaat“ des 19. Jahrhunderts stecke. Dieser Anspruch auf Gleichheit habe in entsprechenden Institutionen verwirklicht werden sollen. „Die erste Rechtfertigung der Demokratie beruft sich auf die Institutionen des Loses, der Rechenschaftspflicht und der Entscheidung aller Fragen durch die Gesamtheit. Damit soll alle Willkür ausgeschlossen und das ‚herkömmliche Gute und Rechte‘ gesichert sein.“
Auch in anderen Poleis des attischen Seebunds wurden demokratische Ordnungen eingerichtet, teils befördert durch die athenische Expansionspolitik, teils auf Betreiben demokratischer Kräfte vor Ort. Öfters wurden also Demokratien zu dem Zweck oktroyiert, den Interessen Athens zu dienen.

#### Aristoteles’ zwei Staatsformenlehren
Aristoteles ordnete die Demokratie in seinem staatstheoretischen Werk Πολιτικά (‚Politik‘) in eine nach Anzahl der Herrschaftsbeteiligten und Qualität der Herrschaftsausübung differenzierende Ordnung von sechs Verfassungstypen ein:
| Zahl der Herrschenden | Zum gemeinsamen Nutzen | Zum Eigennutz der Herrschenden |
| --------------------- | ---------------------- | ------------------------------ |
| Einer                 | Monarchie              | Tyrannis                       |
| Wenige                | Aristokratie           | Oligarchie                     |
| Viele                 | Politie                | Demokratie                     |

Den drei am gemeinwohlorientierten Verfassungstypen Monarchie, Aristokratie und Politie stellte Aristoteles in seiner ersten Staatsformenlehre jeweils Verfassungstypen gegenüber, die die zur Herrschaft Gelangten eigennützig missbrauchten, wobei er die Demokratie gegenüber der Tyrannis – als schlechtestem Herrschaftstyp – wie auch gegenüber der Oligarchie noch als erträglichste der mängelbehafteten Varianten ansah. Der Eigennutz der Reichen ruiniere eine Verfassung schneller als der der Armen.
Dieses oft zitierte Schema behandelte Aristoteles jedoch nicht als Dogma. In nachfolgenden Kapiteln seiner Politik entfaltete er eine Fülle empirischen Materials, die in eine zweite Staatsformenlehre mündete: Darin brach er die sechsteilige Ordnung der Verfassungsformen durch zahlreiche Unter- und Zwischenformen auf und stellte vier Unterarten der Oligarchie und fünf Unterarten der Demokratie mit Vorzügen und Nachteilen ausführlich dar (Zweite Staatsformenlehre). Als schädlichsten unter den Demokratietypen nannte er denjenigen, bei dem das Volk unter dem Einfluss von Demagogen gesetzeswidrige Beschlüsse fasst. Lege man die beste der vier Arten der Oligarchie, der vier Arten der Demokratie und das beste Mischungsverhältnis zugrunde, so Hellmut Flashar, so ergebe sich eine Verfassungsform, die der Attischen Demokratie des 5. Und 4. Jahrhunderts v. Chr. relativ nahe komme.

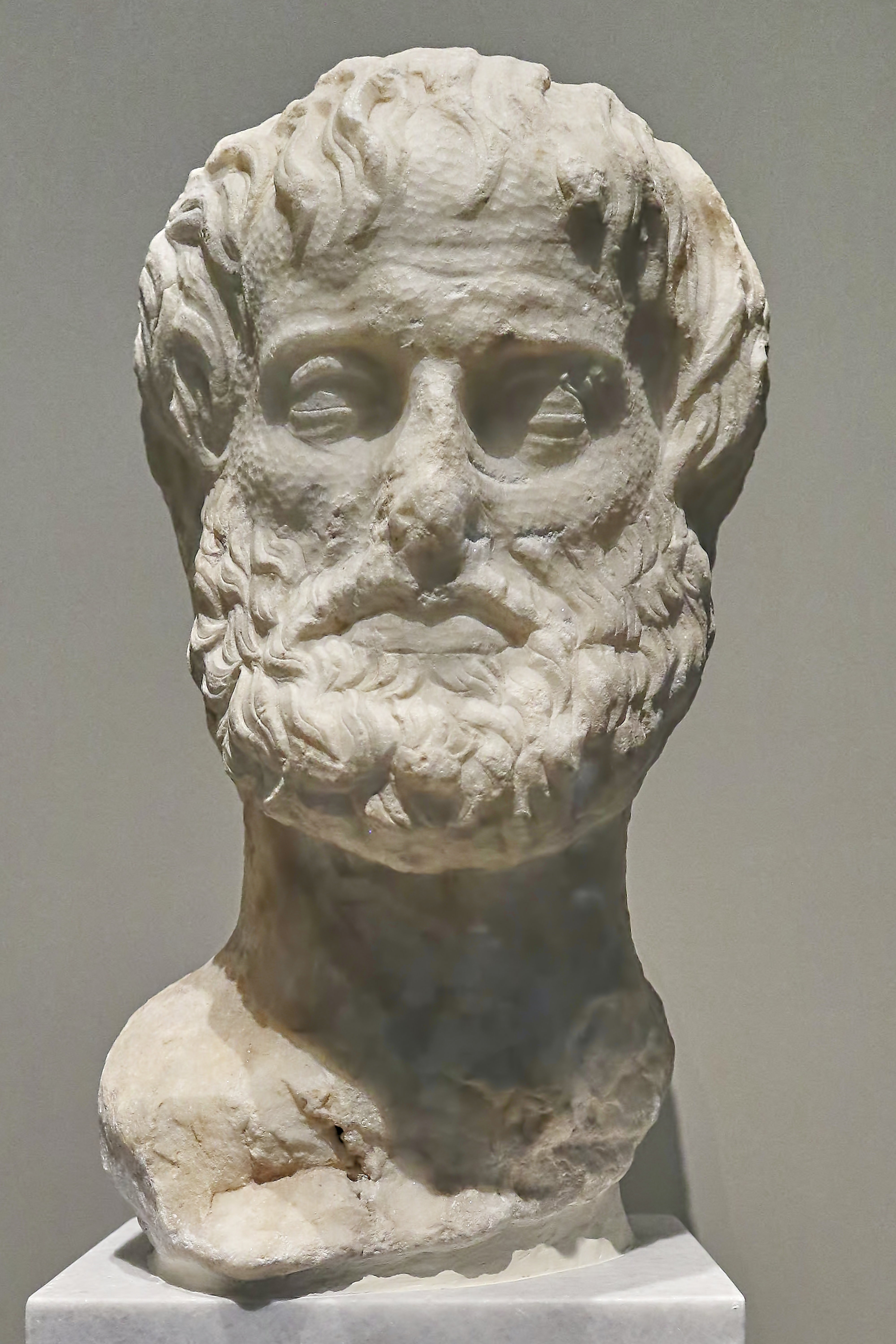
Aristoteles

Als beste Verfassung ermittelt Aristoteles in seiner Erörterung eine Mischform aus Demokratie und Oligarchie, die Politie, die meist übersehen werde, weil sie nicht oft vorkomme. Um Politie handle es sich, wenn die Menge zum allgemeinen Nutzen regiert. Ihrem politischen Urteil traut Aristoteles eher als dem weniger Aristokraten; denn unter den vielen habe jeder einen Anteil an Tugend und Einsicht (Summierungsthese). Bei der Ämterbesetzung befürwortet Aristoteles den demokratischen Ansatz des allgemeinen Zugangs in Kombination mit dem oligarchischen der Wahl. Ein passendes Mischungsverhältnis bei der Politie verspricht nach Aristoteles auch Verfassungsstabilität. Es komme nicht darauf an, dass benachbarte Poleis mehrheitlich an ihrer Erhaltung interessiert seien, sondern darauf, dass die Bürgerschaft selbst in ihrer Gesamtheit keine andere Verfassung anstrebe. In allen Staaten gebe es sehr Reiche, sehr Arme und die Mittleren. Doch solle ein Staat in möglichst hohem Maße aus Gleichen und Ebenbürtigen bestehen, wie es bei den Mittleren der Fall sei. Denn von ihnen – anders als unter den Armen – trachte niemand nach fremdem Besitz; die Mittleren seien aber auch vor Nachstellungen anderer sicher und lebten folglich gefahrlos.
Auch nach mehr als 2300 Jahren eignet sich die aristotelische Staatsformenlehre für Manfred G. Schmidt als ein „komplexes, Maßstäbe setzendes Instrument“ für Beobachtung, Vergleich und Bewertung von demokratischen und autokratischen Staatsverfassungen. Vorländer findet in dem von Aristoteles beschriebenen Modell einer Mischverfassung zwei für die moderne Demokratie wegweisende Gedanken: die im Sinne des demokratischen Gedankens grundlegende Rolle der Aktivbürgerschaft und das Prinzip der verfassungsmäßigen Herrschaftsbeschränkung, „das sich dann vor allem im 18. Und 19. Jahrhundert als Prinzip der liberalen Demokratie herausbilden sollte.“

#### Polybios’ Kreislauf der Verfassungen
200 Jahre später ordnete Polybios bei der Fortschreibung der Staatsformenlehre von Aristoteles die Demokratie in seinem Kreislauf der Verfassungen – anders als dieser – den am Gemeinwohl orientierten Verfassungstypen zu und bezeichnete die Verfallsform der Demokratie als Ochlokratie („Pöbelherrschaft“). Andererseits favorisierte Polybios – ähnlich wie Aristoteles mit der Politie – ein auf Stabilität zielendes Mischverfassungssystem, das einen Interessenausgleich zwischen Adel und Volk beinhaltete, wie er für ihn zwischen Patriziern und Plebejern in der Römischen Republik vorlag, auf deren Stabilität und Elastizität sich der Aufstieg Roms zur antiken Weltherrschaft seiner Ansicht nach gründete. Polybios’ Mischverfassungsmodell war laut Vorländer im Hinblick auf Machtmäßigung, Interessenausgleich und die Kontrolle von politischen Institutionen durch Verschränkung anwendbar auch auf politische Ordnungen im Zeichen der Gleichheit staatsbürgerlicher Rechte. „Die Analyse der antiken Republik schien damit auch einen konstruktiven Beitrag für die Ausgestaltung moderner Demokratie bereitzuhalten.“

#### Römische Republik

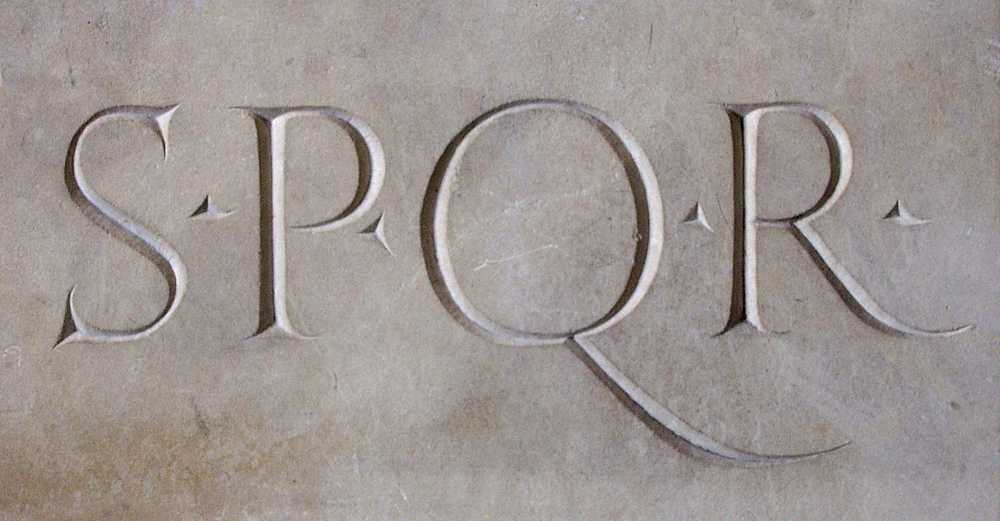
S.P.Q.R.: Senatus Populusque Romanus („Der Senat und das römische Volk“), das Hoheitszeichen der Römischen Republik

Auch die Römische Republik verwirklichte bis zur schrittweisen, kontinuierlichen Ablösung durch den Prinzipat eine Gesellschaft mit rudimentären demokratischen Elementen, basierend auf der Idee der Gleichberechtigung der Freien bei der Wahl der republikanischen Magistrate. Doch blieben das oligarchische Prinzip und der Vorrang der Nobilität durchgängig bestimmend. Bei der Wahl der Konsuln etwa galt, dass aufgrund des Systems der Comitia centuriata die Stimme eines Reichen mehr zählte als die eines Armen. Durch das Klientelwesen waren weite Bevölkerungskreise an ihre jeweiligen Patrone gebunden, sodass die in der Staatsspitze agierende Nobilität die politischen Verhältnisse und Entscheidungen weitgehend unter Kontrolle behielt.
Bei Marcus Tullius Cicero wird der Begriff der Demokratie als civitas popularis „romanisiert“ (De re publica, I), womit die spätrepublikanische Bezeichnung der Parteiung der „Popularen“ zum Namensgeber der entsprechenden Verfassungsvorstellung wird. Ciceros Formel für das Verhältnis von Volk und Republik, Scipio Africanus minor von Cicero in den Mund gelegt, lautete «res publica res populi» und betonte damit die Zuständigkeit des Volkes für die öffentlichen Belange. Ciceros Definition des Volkes setzte, so Vorländer, jedoch eine Gemeinschaft voraus, die auf Rechtskonsens und Gemeinwohl beruhte (″iuris consensu et utilitatis communione″). Zwar konnte die Republik folglich nur dann legitim sein, wenn die Bürger Anteil an der Formulierung der Gesetze und des Gemeinwohls hatten; eine direkte und unmittelbare Partizipation aller freien Bürger wie in der athenischen Polisdemokratie war darunter jedoch nicht zu verstehen. „Später sollten“, schreibt Vorländer, „Niccolò Machiavelli in seinen Discorsi, die sich am römischen Geschichtsschreiber Titus Livius orientierten, der Engländer James Harrington in The Commonwealth of Oceana und Montesquieu das Erbe des republikanischen Denkens wieder aufgreifen.“

### Mittelalterliche Ansätze
Mit dem Untergang des Römischen Reiches im Westen spielten antike staatstheoretische Modelle in der Praxis vorerst keine Rolle mehr. Oft setzen Betrachtungen zur Demokratieentwicklung in der einschlägigen Literatur erst mit der frühneuzeitlichen Staatstheorie der Aufklärung wieder ein. Übergangsansätze entwickelten sich aber teils auch bereits im Mittelalter.

#### Norditalienische Stadtrepubliken und Reflexionen Machiavellis
Einen republikanischen Namen und Ordnungsrahmen – mit jedoch allenfalls randständiger politischer Mitwirkung des Volkes – beanspruchten schon zu mittelalterlichen Zeiten norditalienische Stadtrepubliken wie Venedig Genua, Florenz und Siena. Die in Lombardei und Toskana gebildeten unabhängigen Stadtstaaten waren nach außen hin unabhängig und beruhten im Inneren auf Selbstregierung. Doch fehlte es ihnen an Stabilität: Von außen her war ihre Unabhängigkeit bedroht; im Innern krankten sie an häufigen Machtkämpfen rivalisierender Gruppierungen.
Zu dieser Zeit war Republik vor allem ein Abgrenzungsbegriff gegen Fürstenherrschaft und Monarchie und bezeichnete „das spätmittelalterliche Ideal konsensgeschützter bürgerlicher Herrschaft.“ Aus dem Denken der italienischen Stadtrepubliken entwickelte sich, so Vorländer, „eine von Thomas von Aquin bis Machiavelli reichende Theorie bürgerschaftlichen Republikanismus, die auch für die Entfaltung der modernen Demokratie nicht ohne Wirkung blieb.“ In den Discorsi habe Machiavelli die Bestandsvoraussetzungen einer freien und stabilen Republik reflektiert, in der öffentliches Wohl, Bürgertugend und Vaterlandsliebe zusammenkämen. In der ferneren historischen Perspektive habe sich das republikanische mit dem demokratischen Denken etwa in England, Nordamerika, Frankreich und Deutschland verbunden; „zum Teil radikalisierte es die Demokratie, zum Teil moderierte es die Demokratie.“

#### Englisches Parlament

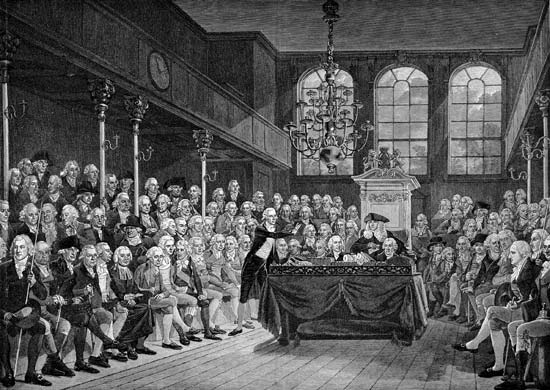
House of Commons (Karl Anton Hickel, 1793–1794)

Das moderne Prinzip der parlamentarischen Repräsentation des Volkes im Sinne demokratischer Mitwirkung kam in England bereits im Hochmittelalter ansatzweise zur Wirkung. Seit der Magna Carta im Jahre 1215 bestand im englischen Königreich die Idee, es dürfe keine Steuer ohne vorherige Beratung geben. Daraus entwickelte sich De Montfort’s Parliament. Dieses sollte ab 1265 mindestens einmal jährlich zusammentreten; es bestand vor allem aus adeligen Großgrundbesitzern. Ab dem 14. Jahrhundert setzte sich – wenn auch noch nicht demokratisch – das Parlament als Vertretung der Gesamtgenossenschaft aller Kreise und Gemeinden durch, zu dem auch die „Gemeinen“ (englisch “commons”) Zutritt hatten; daraus entstand später das House of Commons (Unterhaus). Mit der Entwicklung der absoluten Monarchie im 16. Jahrhundert verringerten sich die Einflussmöglichkeiten.
Erst mit dem englischen Bürgerkrieg Mitte des 17. Jahrhunderts entstand unter Oliver Cromwell für wenige Jahre eine Republik, mit dem Unterhaus als Volksvertretung mit umfangreichen Rechten. Die Levellers (‚Gleichmacher‘), die nicht nur in der Revolutionsarmee eine bedeutende politische Kraft darstellten, verstanden sich dabei keineswegs als Anhänger der Demokratie, sie setzen auf Repräsentanten. Sie verstanden die Menschen als ursprünglich Gleiche und Freie auf Basis ihrer Geburtsrechte, die Über- und Unterordnungsverhältnisse seien später aus eigensüchtigen Interessen entstanden. Das bedeutendste Dokument des Parlamentarismus ist die Bill of Rights von 1689, in der das nach England eingeladene neue Königspaar Wilhelm III. und Maria II. dem Parlament Immunität, Verfügung über die Finanzen und Recht auf Zusammentritt ohne Aufforderung des Königs zugestand, und damit die Grundrechte eines modernen Parlaments schuf.

### Frühe Neuzeit

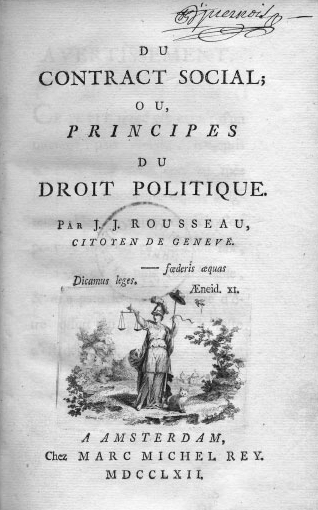
Titelblatt der Erstausgabe von Rousseaus Gesellschaftsvertrag

Hatte Machiavelli die Politik von der Moral losgelöst und die Orientierung an Interessen und Machtkonflikten ins Blickfeld gerückt, so kam es im Zeitalter der Aufklärung zur Kritik an Metaphysik, Religion und Aberglaube als Rechtfertigungsmitteln der mittelalterlichen Herrschaft. Mit der Verbreitung des Buchdrucks entstand in der Frühen Neuzeit ein öffentlicher politischer Raum, der zum Motor für die Etablierung demokratischer Herrschaftsformen in der Moderne wurde.
Gemeinsam war führenden politischen Theoretikern der Aufklärungsepoche die Idee eines vernunftbasierten Menschenbilds, zu dem hinsichtlich der Herrschaftsordnung eine vertragstheoretische Grundlage gehörte: ein Gesellschaftsvertrag, der einem naturwissenschaftlich-mathematischen Weltbild den Vorrang vor einer religiösen Weltsicht einräumte. Salzborn erkennt darin einen der nachhaltigsten Brüche in den Denktraditionen der Ideengeschichte: „Machtausübung und politisches Handeln sollten von nun an der Zustimmung der Betroffenen bedürfen, die Natur- und Gottgegebenheit von Herrschaft wurde in Frage gestellt, stattdessen sollte Herrschaft auf einer Übereinkunft der Menschen basieren: dem Vertrag.“ Auch wenn das Vertragsziel unterschiedlich angesetzt war und von der Sicherung des nackten Überlebens bei Thomas Hobbes über die Garantie der Eigentumsordnung bei John Locke bis zur verbindlichen Gemeinsamkeit in der Verfolgung politischer Ziele bei Jean-Jacques Rousseau reichte, gab es als durchgängige Grundlage die Vorstellung, dass der Vertragsschluss für die Beteiligten den Ausgang aus einem sogenannten Naturzustand in ein geordnetes gesellschaftspolitisches Verhältnis bedeutete. Solch vertragstheoretisches Denken stellte einen „legitimatorischen Schlüssel“ für die frühneuzeitlichen Revolutionen und die damit verbundenen gesellschaftlichen und wirtschaftlichen Umbrüche dar.

#### Lockes liberale Staatstheorie

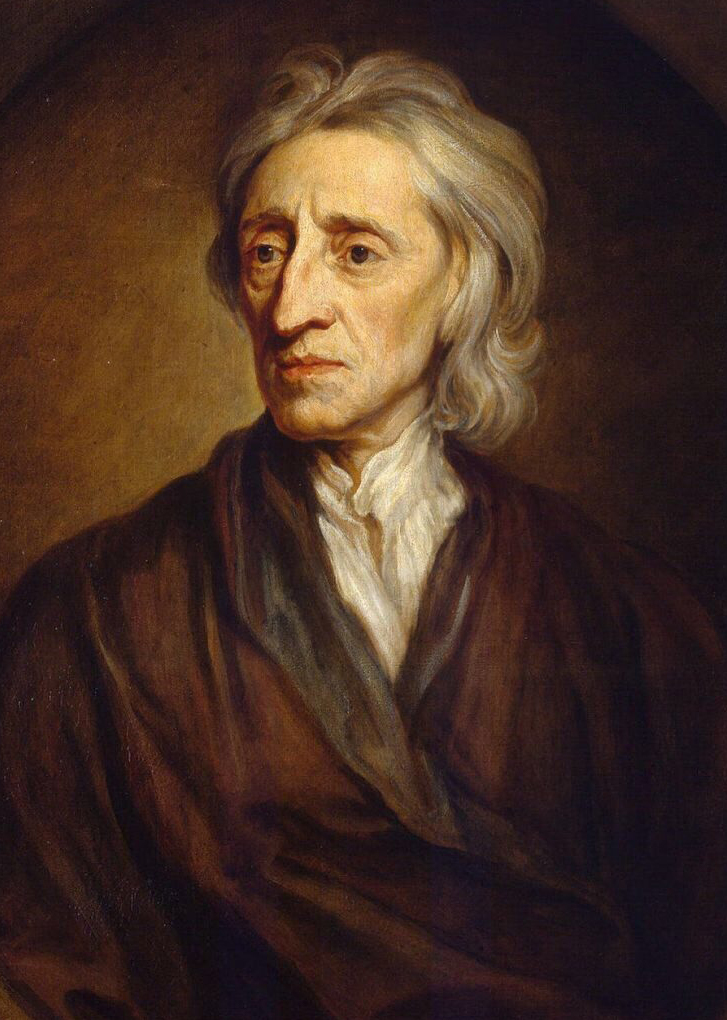
John Locke (1697)

Während Thomas Hobbes im Leviathan einen Herrschaftsabsolutismus vorsah und sich mit Demokratie ausschließlich ablehnend auseinandersetzte, legte John Locke (1632–1704) mit Two Treatises of Government (Zwei Abhandlungen über die Regierung, 1689) das Fundament für eine weltlich legitimierte, antiabsolutistische Staatsverfassung vor. Grundlage dafür ist bei Locke die grundsätzliche Freiheit und Gleichheit der Staatsbürger in Verbindung mit vielen Grundsätzen des späteren Liberalismus wie dem Recht des Einzelnen auf Leben, Freiheit und Vermögen. Weitere Merkmale sind religiöse Toleranz, die Herrschaft des Rechts, die Gewaltenteilung zwischen Legislative und Exekutive sowie das Widerstandsrecht gegen jede unrechtmäßige Regierung. Die Regierung unterliegt im Rahmen der Zustimmung des Staatsvolkes einem vorgegebenen Staatszweck mit begrenzten Machtmitteln der öffentlichen Gewalt („government by consent“). Die öffentlich bekanntzumachenden Gesetze gelten für Reiche und Arme gleichermaßen. Sie dürfen ausschließlich auf „Frieden, Sicherheit und das öffentliche Wohl des Volkes“ abzielen.

#### Montesquieus Gewaltenbalance

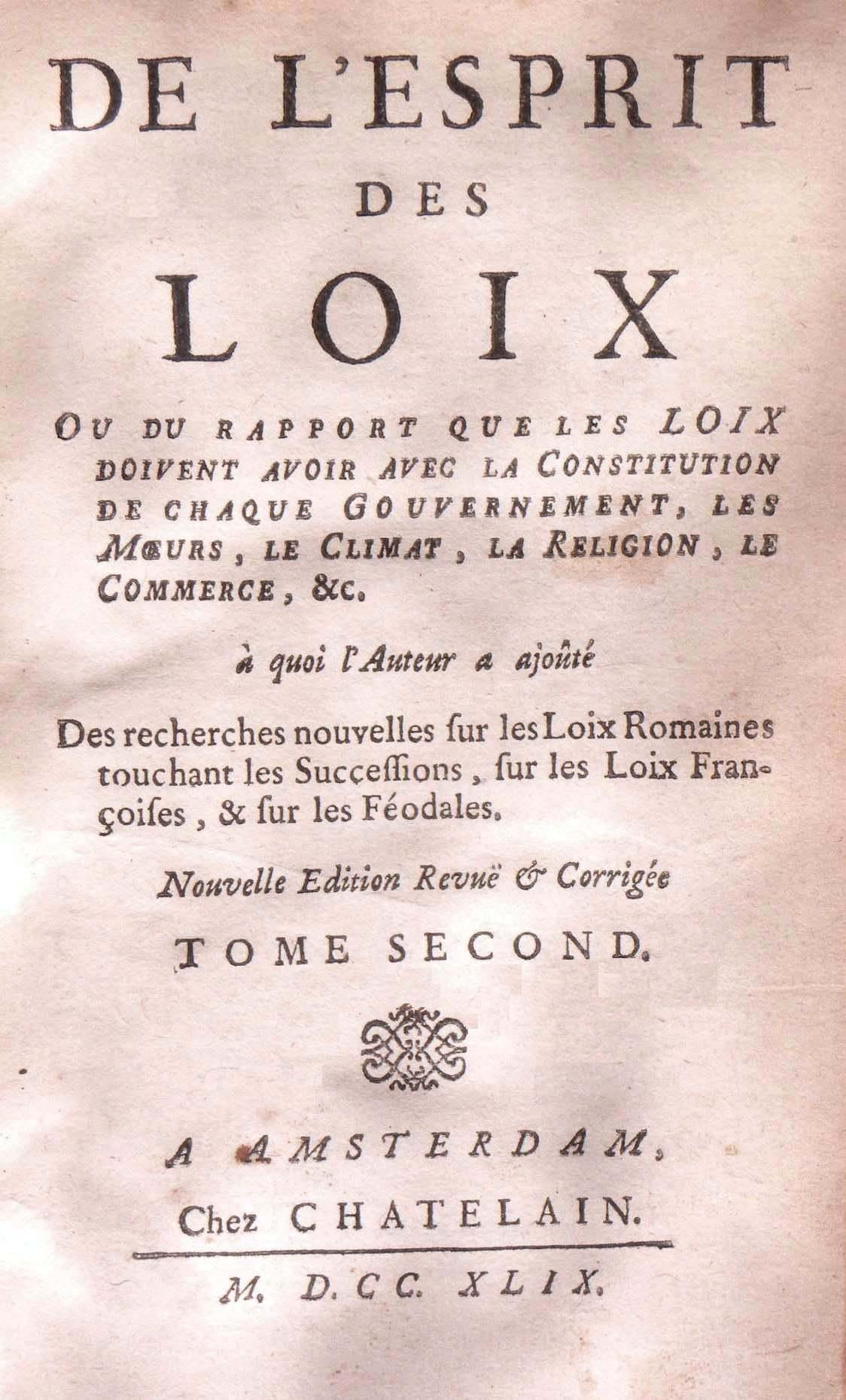
De l’Esprit des Loix
‚Vom Geist der Gesetze‘

Ebenfalls nachhaltigen Einfluss auf das moderne Demokratiedenken nahm Charles Montesquieu (1689–1755) mit dem in seinem Werk De l’Esprit des Loix (Vom Geist der Gesetze, 1748) entwickelten System von Machtkontrolle und Gewaltenbalancierung. Montesquieu baute auf aristotelischen Lehren auf; er schätzte die nach seinem Verständnis freiheitliche, zeitgenössische konstitutionelle Monarchie in England und wandte sich gegen den in Frankreich etablierten Absolutismus. Ihm kam es auf die Einhegung der menschlichen Neigung zum Machtmissbrauch an. Die Staatsgewalten sollten einander wechselseitig in Schach halten („que le pouvoir arrête le pouvoir“). Laut Manfred G. Schmidt galt es für Montesquieu, vier Komponenten in der Gewaltenbalance zu halten: 1. die Staatsgewalten Legislative, Exekutive und Judikative; 2. die gesellschaftlichen Kräfte Krone, Adel und Besitzbürgertum; 3. die Staatsorgane (Volkskammer, Adelskammer, das durch Auslosung zusammengesetzte Volksgericht, ein Adelsgericht sowie den Erbmonarchen mit seinem Ministerrat); 4. grundlegende Befugnisse wie die Bestimmung von Repräsentanten und die Vollmacht, Gesetze zu erlassen. Den Machtausgleich zwischen den Gewalten sucht Montesquieu durch ein System ineinandergreifender Vetorechte („droits d’empêcher“) zu gewährleisten.
In seinen staatstheoretischen Betrachtungen reflektiert Montesquieu auch Funktionsvoraussetzungen von Demokratie, der er selbst aber nicht anhängt. Dem Zeitgeist entsprechend zählen für Montesquieu zum mitbestimmungsberechtigten Volk nur Männer und unter diesen nur vermögende Bürger. Nach seiner Auffassung gedeiht Demokratie am besten in Kleinstaaten und unter Verhältnissen mit einem hohen Maß an Gleichheit und mit nur maßvollen Vermögensunterschieden. Begünstigende Bedingung dafür sei die allgemeine „Liebe zur Genügsamkeit“. Stabilisiert werde Demokratie durch eine gleichmäßigere Verteilung des Bodenbesitzes und den Abbau von Macht- und Herrschaftsunterschieden. Gefährdet werde sie durch eine mangelnde Vaterlandsliebe und durch das Aufkommen von Korruption.

#### Rousseaus Volkssouveränität

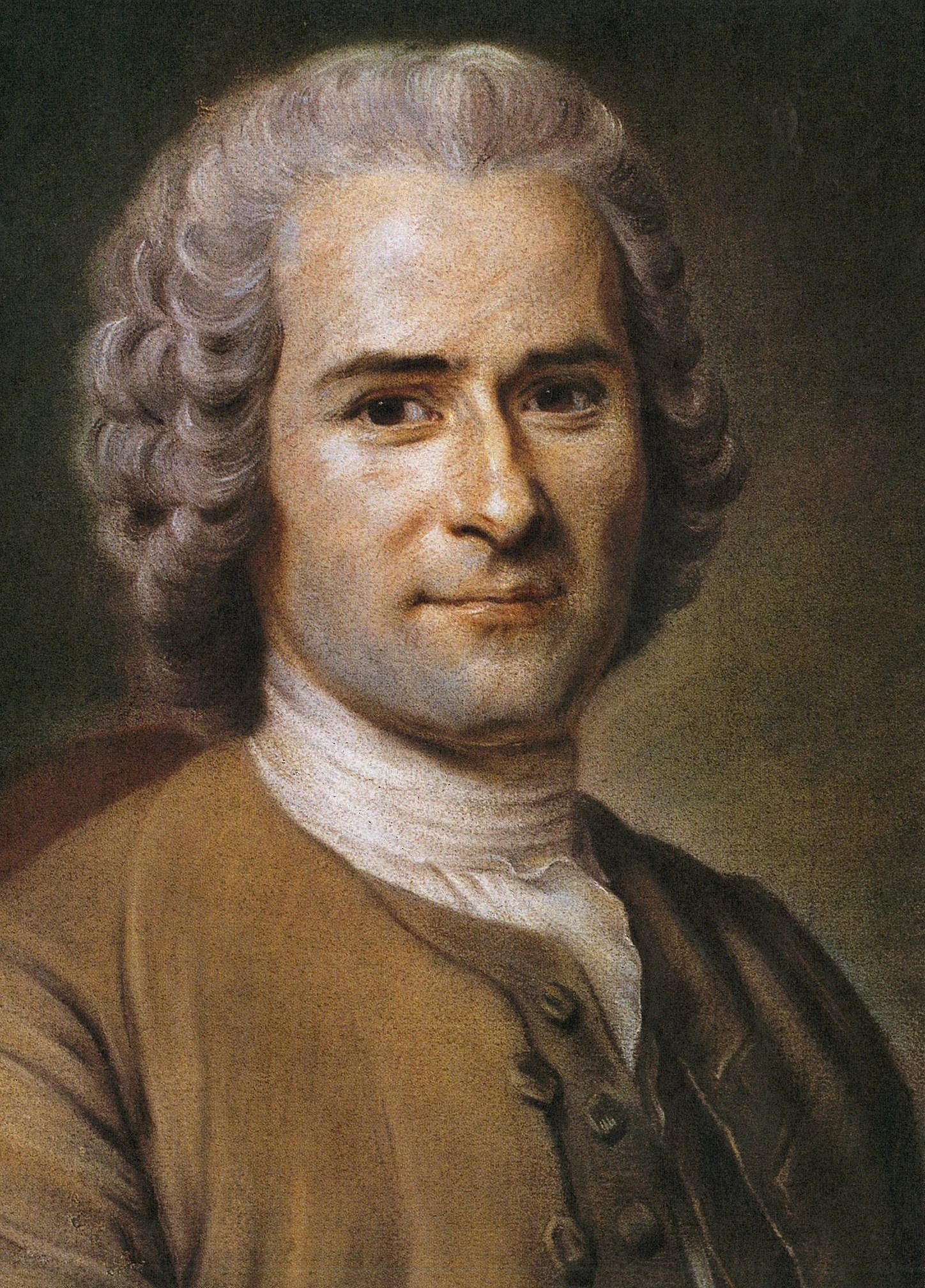
Jean-Jacques Rousseau (1753)

Ganz anders als für Locke beginnt für Jean-Jacques Rousseau speziell mit der Festsetzung des Eigentumsrechts die Verfallsgeschichte der Menschheit, weil den als Einzelnen in „ursprünglicher Unschuld“ lebenden Menschen dadurch der ihnen wohltuende Naturzustand abhanden komme. Für den daraus hervorgehenden Zustand der Vergesellschaftung sieht Rousseau gleichfalls einen allgemeinverbindlichen Vertrag vor (Vom Gesellschaftsvertrag oder Prinzipien des Staatsrechtes (Du contrat social ou Principes du droit politique)) – wiederum mit ganz anderen Akzenten als bei Locke. Indem jeder seine Rechte auf die Gemeinschaft aller überträgt, entsteht eine Republik, die das Gemeinwohl verkörpert und in der der „Allgemeine Wille“ (volonté générale) die politische Ausrichtung bestimmt. Im Ergebnis herrscht eine unmittelbare plebiszitäre Volkssouveränität, der sich niemand entziehen und verweigern darf. Wer sich der volonté générale nicht unterordnet, kann dazu gezwungen werden, was für Rousseau gleichbedeutend damit ist, dass man „ihn zwingt, frei zu sein“. Die Bürger waren gemäß dem Republik-Konzept Rousseaus Mitglieder des Gemeinwesens einerseits als gleichverpflichtete Herrschaftsunterworfene, wie andererseits als gleichberechtigte Herrschaftsteilhaber (Identitäre Demokratietheorie). Für Manfred G. Schmidt lauert hinter Rousseaus freiheitlichen Verheißungen „erdrückende Herrschaft“ wegen des Zwangs zur Unterwerfung unter den unanfechtbaren Gemeinwillen. Es fehle in seiner Lehre „jeglicher Schutz gegen die potenzielle Despotie der Mehrheit.“
Rousseaus Begriff von Volkssouveränität ist dem Gewaltenbalance-Modell Montesquieus deutlich entgegengesetzt, denn bei Rousseau ist die Volkssouveränität unveräußerlich, nicht delegierbar und unteilbar, etwa auch im Sinne einer Gewaltenteilung. Sie ist Ausdruck der unantastbaren Oberhoheit der Bürger, einschließlich der Verfassung und der staatlichen Institutionen. Die Repräsentation des Volkes durch Abgeordnete lehnt Rousseau strikt ab. Jedes vom Volk nicht selbst bestätigte Gesetz ist für ihn „null und nichtig“. Sobald ein Volk Vertreter ernennt, so Rousseau, „ist es nicht mehr frei, existiert es nicht mehr.“ Nur in sehr kleinen Gemeinwesen mit möglichst wenig allgemein abträglichem Luxus hält er die Wahrung der Rechte von Volk und Bürgern für möglich. Auch wenn Rousseau das Wort Demokratie nicht positiv besetzte, bezog er sich in seinem Ideal kleiner homogener Agrarstaaten, in denen der Gemeinwille direktdemokratisch realisiert werde, auf demokratische Elemente, ohne sie so zu nennen. Radikalemanzipatorische und radikaldemokratische Elemente mischte er mit autoritären Komponenten. Grundsätzlich war Volkssouveränität bei ihm an den Mehrheitswillen und an Gemeinwohlnormen gebunden.

#### Vereinigte Staaten – Menschenrechtserklärung, Federalist Papers und Verfassungsprimat
Die erste neuzeitliche Demokratie entstand Ende des 18. Jahrhunderts in den 13 Kolonien Nordamerikas. Ihre Vordenker stützten sich auf die Idee der Volkssouveränität, wie sie in den politischen Schriften der europäischen Aufklärung ausgebildet worden war, und gingen von den Rechten des Individuums aus. Dies kam in der Virginia Declaration of Rights zum Ausdruck, der weltweit ersten kodifizierten Erklärung der Menschenrechte. Einfluss auf die amerikanische Demokratie hatte auch die politische Praxis des Mutterlands Großbritannien mit rudimentärem Parlamentarismus und einer Gewaltenteilung. Ob sich die Gründerväter der Vereinigten Staaten auch von der Räteverfassung beeinflussen ließen, mit der sich etwa Mitte des 15. Jahrhunderts fünf Indianervölker zum Bund der Irokesen zusammengeschlossen hatten, ist nicht gesichert.

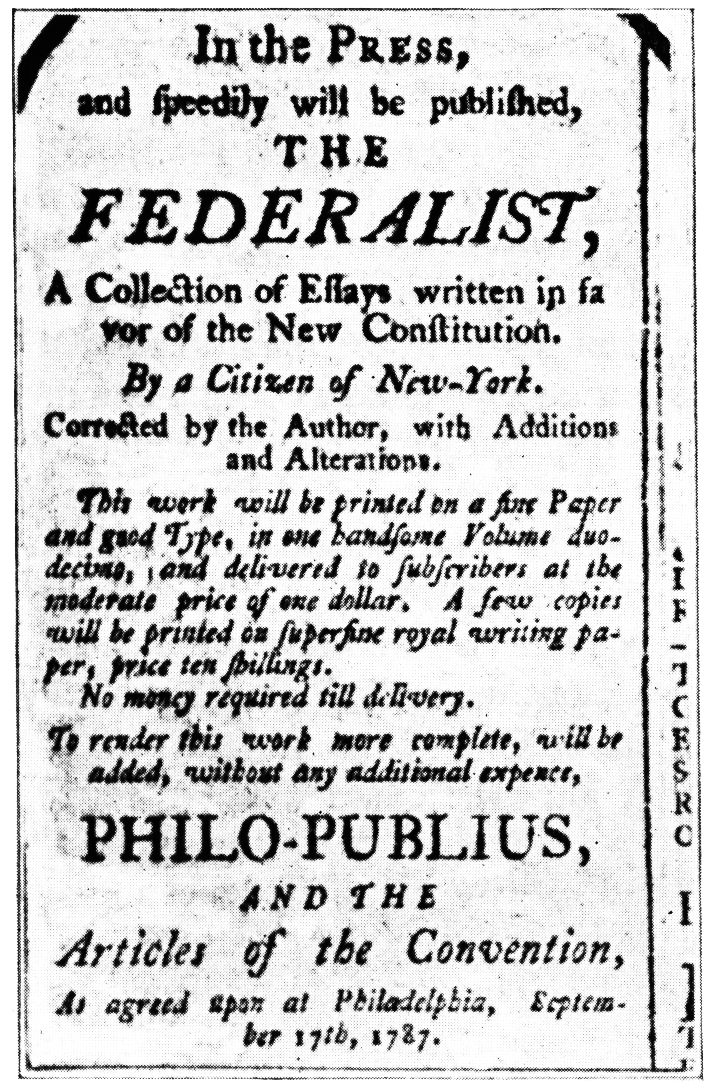
Federalist Papers, unter Alias “Publius” (1787–1788)

Nach der Unabhängigkeitserklärung und dem Sieg im Unabhängigkeitskrieg gegen Großbritannien erhob sich die Frage, ob man weiterhin eine Konföderation unabhängiger Staaten bleiben oder ein Bundesstaat mit gemeinsamer Verfassung werden solle. In der breiten öffentlichen Diskussion darüber warben die Föderalisten Alexander Hamilton, James Madison und John Jay, Angehörige der Oberschicht, in ihren einflussreichen Federalist Papers (1787–1788) für die Annahme des Entwurfs der Bundesverfassung in New York. Sie sprachen sich gegen eine direkte Demokratie aus, in der eine Tyrannei der Mehrheit drohe, und für eine „Regierungsform mit Repräsentativsystem“. Sie warben für eine republikanische Mischverfassung mit föderativen und gesamtstaatlichen Komponenten sowie für eine mehrschichtige Gewaltenteilung und Gewaltenverschränkung (Checks and Balances). Die mächtige Legislative wurde auf zwei Kammern verteilt: Den Senat mit der Vertretung der Einzelstaaten, und das Repräsentantenhaus mit den vom Volk gewählten Abgeordneten. So wurde in den USA das lange diskutierte Problem gelöst, wie Demokratie, die ja ursprünglich in der Versammlung aller Bürger praktiziert worden war, in einem Flächenstaat realisiert werden kann, dessen Bewohner nie an einen Ort zusammenkommen können.
Eine weitere von den Verfassern der Federalist Papers eingeführte demokratietheoretische Neuerung war das Primat der Verfassung: Die Souveränitätsfrage wurde mit der Verfassungsfrage beantwortet. Nicht so wichtig war ihnen eine breite politische Beteiligung der Stimmbürger in öffentlichen Angelegenheiten. Diese blieben auf weiße steuerzahlende Männer beschränkt, womit nur etwa 13 Prozent der Bevölkerung wahlberechtigt waren. 28 Prozent der Erwerbsbevölkerung waren weiterhin Sklaven.
1800/01 gelang mit der Präsidentschaftswahl erstmals ein Regierungswechsel in einem demokratisch-repräsentativen System, womit der Beginn der modernen Parteiendemokratie markiert ist.

#### Demokratieentwicklung in Europa

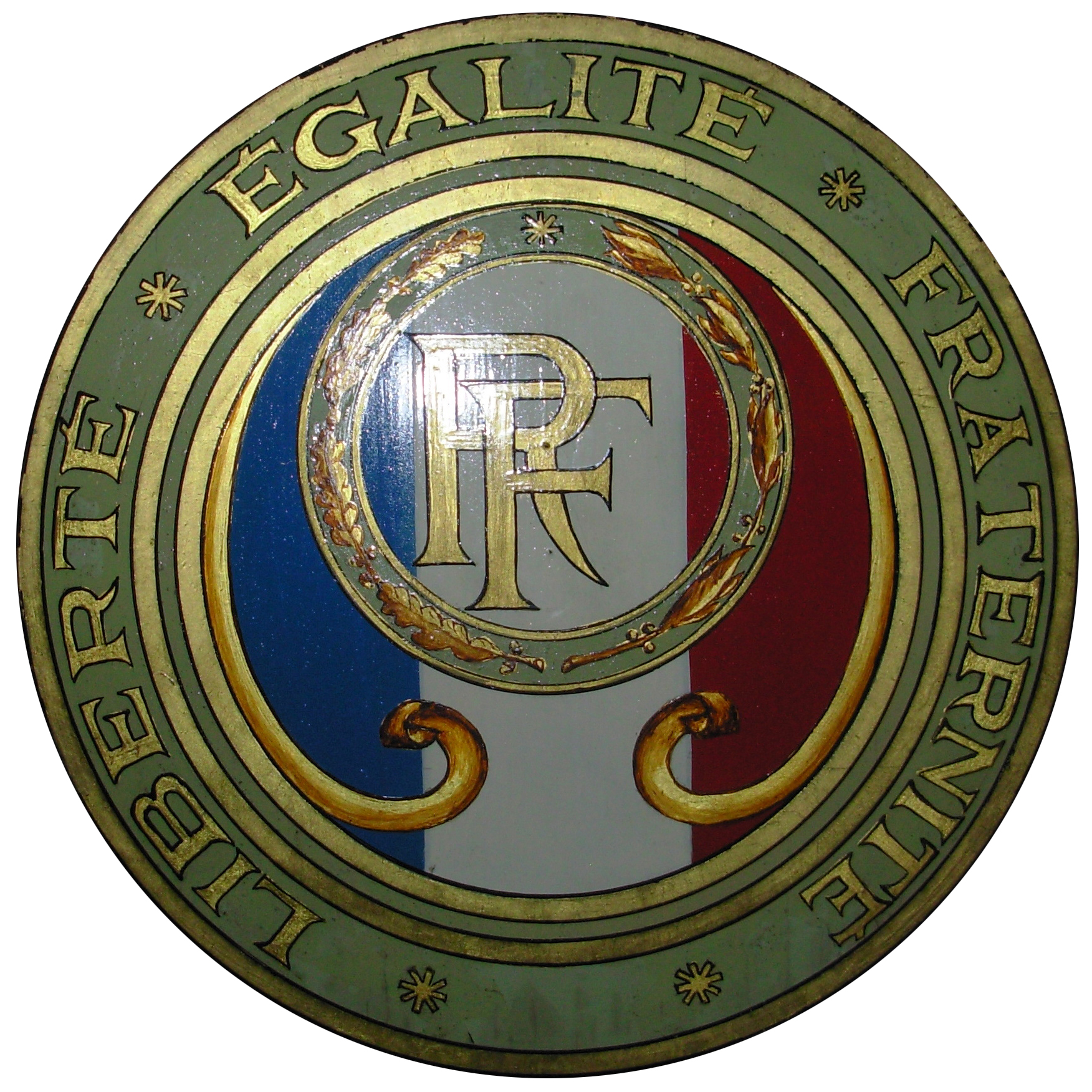
Motto der Französischen Revolution: Freiheit, Gleichheit, Brüderlichkeit

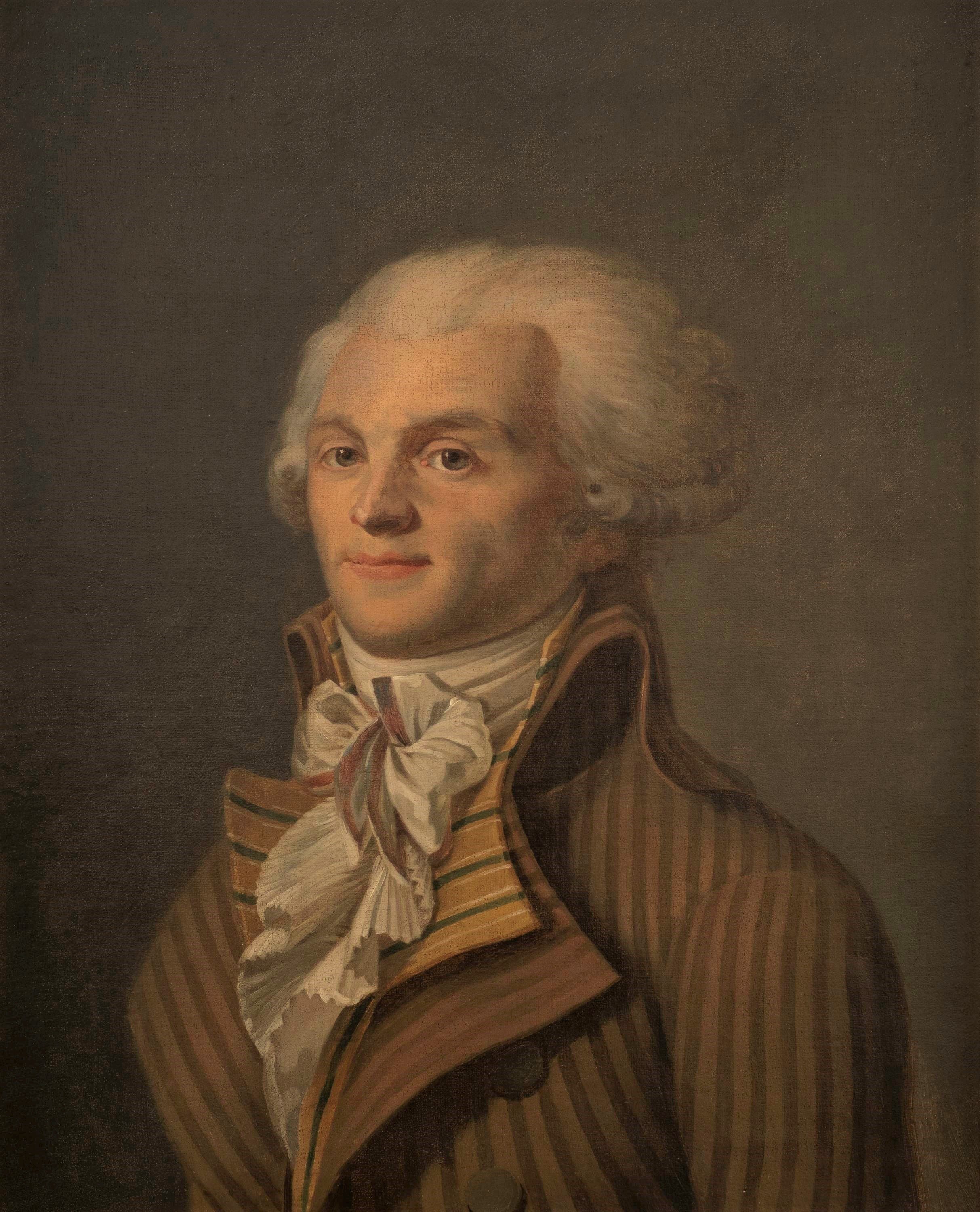
Anonymes Porträt Robespierres um 1793, Musée Carnavalet

Die in ihrer Entstehung mit dem amerikanischen Unabhängigkeitskrieg in Zusammenhang stehende Französische Revolution wies in der konstitutionell-monarchischen Phase viele Parallelen mit den Vorstellungen Montesquieus auf. Mit dem Sturz der Monarchie 1792 und der Errichtung der Ersten Französischen Republik durch den Nationalkonvent kam es zu einer begrifflichen Verschmelzung von Demokratie und Republik. Der im Revolutionskrieg unter dem Druck der breiten Pariser Volksmassen stehende Konvent wurde von Robespierre auf einige der Lehren Rousseaus eingeschworen. Eine homogene, der Gleichheit verpflichtete Bürgergemeinschaft sollte nun die soziale Grundlage einer großflächigen zentralstaatlichen Demokratie bilden. Ein Katalog demokratischer Tugenden wurde als neue Zivilreligion propagiert, wobei die Revolutionsregierung unter Robespierre zunehmend terroristische Mittel gegen alle tatsächlichen und vermeintlichen Widersacher einsetzte.
Diese Schreckensherrschaft führte in vielen mit der Anfangsphase der Französischen Revolution sympathisierenden bürgerlichen Kreisen in Europa zur Ablehnung einer radikaldemokratischen Republik und etwa auch in Deutschland zur Befürwortung eines konstitutionell-repräsentativen Staatsmodells auf der Basis von Reformen. Die nach den napoleonischen Kriegen einsetzende Epoche der Restauration erstickte jedoch vorübergehend alle Pläne und Aktivitäten der liberalen und demokratischen Bewegung.
Doch waren vereinzelt auf regionaler und nationalstaatlicher Ebene weitere bemerkenswerte Demokratieansätze noch während des 18. Jahrhunderts zu verzeichnen gewesen. 1755 schrieb Pasquale Paoli eine Verfassung für Korsika. Es handelt sich dabei um eine Mischverfassung nach antikem Vorbild mit demokratischen Elementen, die sich auch aus regionalen Traditionen Korsikas speisten. In großen Teilen stimmte sie bereits mit dem modernen Verfassungsbegriff überein, sie war bis 1769 in Kraft. Polen-Litauen gab sich mit der Verfassung vom 3. Mai 1791 eine moderne demokratische Staatsordnung, nach den USA die zweite weltweit. Dabei wurde mit der Einführung der „Landbotenkammer“ das politische Mitspracherecht, das bis dahin auf den Adel beschränkt war, auf das wohlhabende Bürgertum ausgedehnt, die große Masse der Bauern blieben Leibeigene. Diese Verfassung war bis 1793 in Kraft.

### 19. Jahrhundert
Neue, über Frankreich hinaus ausstrahlende Impulse für demokratische Entwicklungen setzte die Julirevolution von 1830, die unter anderem den deutschen Vormärz einläutete und in die europäischen Revolutionen 1848/1849 mündete. Während in Deutschland die Frankfurter Nationalversammlung in der Paulskirche letztlich damit scheiterte, eine liberal-demokratische Verfassung mit monarchischer Spitze zu errichten und der rätedemokratische Ansatz der Pariser Kommune militärisch niedergeschlagen wurde, kam es in der Schweiz zu einem nachhaltigen Ausbau direktdemokratischer Strukturen. In mehreren Staaten wurde während des 19. Jahrhunderts das allgemeine Wahlrecht für Männer eingeführt: 1848 in Frankreich und in Teilen der Schweiz, 1869 in Teilen Deutschlands, 1869 in Teilen Spaniens; in den USA 1870, in Griechenland 1877, in Neuseeland 1889 und in Norwegen 1897.

#### Demokratische Bewegung in Deutschland

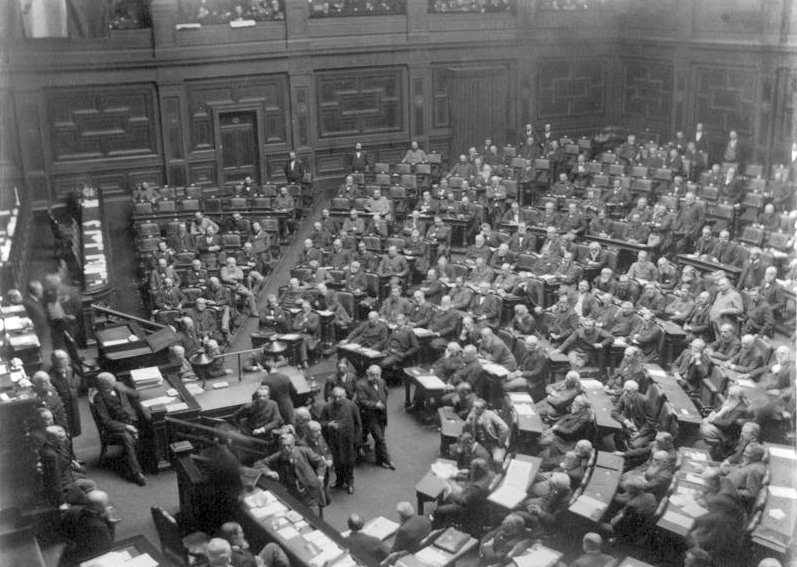
Plenarsitzungssaal Deutscher Reichstag, mit allgemeinem und gleichem Männerwahlrecht (1889 in der Leipziger Straße 4 in Berlin)

Bereits im Vormärz und beflügelt vom Hambacher Fest 1832 waren Forderungen zur Garantie von Bürger- und Freiheitsrechten, nach politischer Teilhabe, Parlamentarisierung und teils nach demokratisch-republikanischen Reformen laut geworden. Allerdings schwächten die unterschiedlichen Zielvorstellungen von liberalen Reformern einerseits und demokratisch-republikanisch orientierten Revolutionären andererseits die Einheit und Stärke der Paulskirchenversammlung. So scheiterte mit der Ablehnung von Kaiserkrone und Reichsverfassung durch den preußischen König Friedrich Wilhelm IV. 1849 auch in Deutschland der Versuch, mit revolutionären Mitteln eine konstitutionelle Monarchie zu schaffen. Zwar wurde 1869 im Norddeutschen Bund und 1871 im Deutschen Kaiserreich das allgemeine Männerwahlrecht eingeführt; die parlamentarische Verantwortlichkeit der Regierung aber ließen die vor allem in Preußen weiter herrschenden konservativen Kreise nicht zu.

#### Karl Marx und die Pariser Kommune
Für Karl Marx, den Vordenker des Historischen Materialismus, war die bürgerlich-liberale Demokratie Ausdruck bourgeoiser Klassenherrschaft und zugleich ein Zwischenstadium auf dem Weg zur Eroberung der politischen Macht durch das Proletariat, wie es bereits im Kommunistischen Manifest hieß. Somit erwies sich die Demokratietheorie von Karl Marx und Friedrich Engels laut Manfred G. Schmidt als Parteinahme für eine besonderen Art der Volksherrschaft: „für die proletarische Demokratie in der Phase des Übergangs von der bürgerlich-kapitalistischen zur kommunistischen Gesellschaft.“ Diese Regierungsform nannte Marx die „Diktatur der Arbeiterklasse“ bzw. die „Klassendiktatur des Proletariats“. Als Diktatur des Proletariats wurde sie unter Vermittlung Wladimir Iljitsch Lenins ein zentrales Element der marxistisch-leninistischen Revolutionstheorie.
Die nach der Niederlage Frankreichs und dem Waffenstillstand im Deutsch-Französischen Krieg 1871 errichtete Pariser Kommune war für Marx revolutionspraktisch von besonderer Bedeutung. Er sah in ihr die Zerschlagung der bisherigen politischen Klassenherrschaft und deren Ersetzung durch eine „Regierung der Arbeiterklasse“ beispielhaft verwirklicht. Der Staat als Herrschaftsinstrument der Bourgeoisie und Unterdrückungsinstrument der Lohnarbeiter war demnach hier an ein Ende gelangt. Marx betrachtete die Pariser Kommune als ein demokratisches Rätesystem, ein System von gewählten Stadträten, die sowohl gesetzgebend als auch exekutivisch-vollziehend tätig waren. Und dergestalt wurde die Pariser Kommune zur „Keimform zukünftiger sozialistischer Ordnung“.

#### Vorreiter in direkter Demokratie: die Schweiz

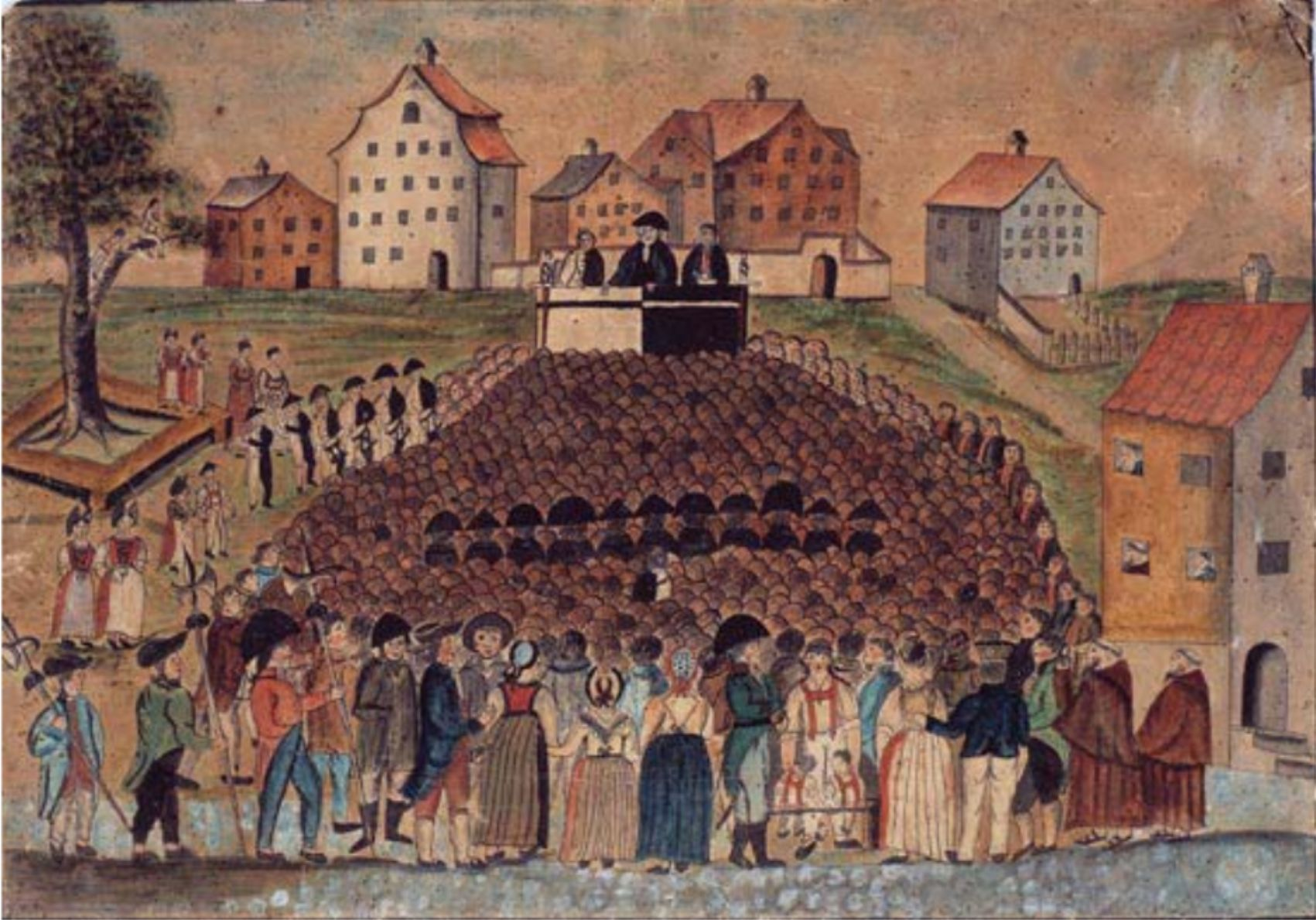
Tagung Landsgemeinde Ende 18. Jhd. (Museum Appenzell)

In der Schweiz wurde die demokratische Entwicklung im 19. Jahrhundert von der liberalen Regeneration angestoßen, an deren Ende die Schweizer Bundesverfassung 1848 und der Übergang vom Staatenbund zum Bundesstaat stand. Im Jahr 1874 wurde das fakultative Referendum auf Bundesebene eingeführt, mit dem das Volk direkt über Bundesgesetze, teils auch Bundesbeschlüsse und weitreichende völkerrechtliche Verträge abstimmt (Art. 141 Bundesverfassung). 1891 kam die Volksinitiative hinzu, mit der das Volk Verfassungsänderungen auch gegen den Willen von Parlament und Regierung beschließen kann (Art. 139 Bundesverfassung). Bis zur Einführung des Frauenwahlrechts 1971 waren diese direktdemokratischen Beteiligungsrechte allein der männlichen Bevölkerung vorbehalten.

### 20. und 21. Jahrhundert – zwischen Demokratisierung und Autokratisierung
In der jüngeren Vergangenheit haben zur Demokratieentwicklung vor allem die Mitwirkungsrechte von Frauen beigetragen sowie mehrere Wellen der Ausbreitung demokratischer Systeme im weltweiten Maßstab. Dabei wurde durch Aufwertung des Begriffs Demokratie die Etikettierung sehr unterschiedlicher politischer Systeme als demokratisch vor allem nach Ende des Zweiten Weltkriegs üblich, so zum Beispiel – wie im Fall der Deutschen Demokratischen Republik – bei den Volksrepubliken unter dem Einfluss der Sowjetunion. Andererseits gibt es viele Beispiele dafür, dass einmal eingerichtete demokratische Ordnungen nicht auf Dauer bestehen, sondern von autokratischer oder auch diktatorischer Herrschaft abgelöst werden können, wie sich bei faschistischen Regimen besonders drastisch gezeigt hat.

#### Die Einbeziehung der Frauen in demokratische Strukturen
Moderne Demokratien setzen für Manfred G. Schmidt das allgemeine Wahlrecht für Männer und Frauen sowie einen institutionalisierten Parteienwettbewerb um ein Regierungsmandat voraus. Gemessen an Theorie und Praxis der Demokratie im 20. und 21. Jahrhundert seien alle klassischen Theorien zuvor mängelbehaftet, insbesondere, da die gesamte weibliche Bevölkerung vom Stimmrecht ausgeschlossen blieb. Abgesehen von Spanien (1869/1907) und Neuseeland (1889) wurde das allgemeine Wahlrecht für Frauen erst ab Beginn des 20. Jahrhunderts eingeführt, so zum Beispiel 1906 in Finnland, 1908 in Australien, 1913 in Norwegen, 1918 in Österreich und Portugal, 1919 in Deutschland, 1920 in den USA und Kanada. In der Schweiz gibt es das Frauenwahlrecht erst seit 1971; auf kantonaler Ebene führte es 1990 als letzter Kanton Appenzell Innerrhoden aufgrund eines Bundesgerichtsurteils ein.
Die politische Mitwirkung von Frauen blieb aber auch nach Erlangung des aktiven und passiven Wahlrechts in mancher Hinsicht gegenüber der von Männern zurück. So betrug beispielsweise der Frauenanteil Im Deutschen Reichs- wie im Bundestag bis 1986 stets weniger als zehn Prozent.

#### Demokratisierung als Wellenbewegung
Demokratische Bewegungen und daraus hervorgehende Staatsordnungen treten historisch kaum isoliert auf, sondern in größeren Zusammenhängen. Samuel P. Huntington hat dafür den Begriff der Demokratisierungswellen eingeführt, verzeichnet aber auch Gegenwellen.
Eine erste, lange Welle als Ausfluss der Amerikanischen und der Französischen Revolution erstreckte sich demzufolge von 1828 bis 1926 und umfasste Demokratien in Europa, in Australien, Neuseeland, in den baltischen Staaten, in Kanada, Argentinien, Kolumbien und Uruguay. Eine zweite Demokratisierungswelle – mit durch die Dekolonisation der 1950er und 1960er Jahre verstärkter Schubkraft – betrifft den Zeitraum 1943 bis 1962 mit diversen westeuropäischen Staaten und Israel, süd- und mittelamerikanischen Staaten, darunter Brasilien, Costa Rica, Venezuela und Peru, sowie mit asiatischen Staaten wie Japan, Südkorea, Indonesien, Indien und den Philippinen. Die dritte Demokratisierungswelle begann 1974 und endete in etwa Mitte der 1990er Jahre. Sie umfasste in der Nachkriegszeit autoritär beherrschte Staaten wie Spanien, Portugal und Griechenland sowie osteuropäische Staaten und Zerfallsstaaten der ehemaligen Sowjetunion nach dem Ende des Ost-West-Konflikts.

#### Autokratische Gegenbewegungen
Die erste autokratische Gegenwelle datiert Huntington von 1922 bis 1942, angeführt vom italienischen Faschismus und vom deutschen Nationalsozialismus. Eine zweite Gegenwelle fiel in den Zeitraum zwischen 1958 und 1975 und betraf unter anderem eine Reihe südamerikanischer Staaten sowie Ungarn nach dem Volksaufstand, die Tschechoslowakei nach dem Prager Frühling, Griechenland während der Militärdiktatur und diverse asiatische Staaten. Den Beginn einer dritten Gegenwelle setzt Salzborn nach den Terroranschläge am 11. September 2001 an, die vor allem in westlichen Demokratien Einschränkungen der Freiheitsrechte zugunsten der inneren und äußeren Sicherheit angesichts der Bedrohung durch den islamistischen Terrorismus nach sich gezogen hätten. Hinzu kämen Entdemokratisierungsprozesse innerhalb etablierter Demokratien etwa in Form der „Übernahme von politischen Entscheidungsprozessen durch demokratisch nicht-legitimierte Akteure, vor allem aus dem Bereich der (Medien-)Ökonomie“, und durch zunehmende Wahlerfolge rechtsextremer Parteien gerade in den historischen Zentren der Demokratie: den USA und Europa.

2010–2020: Demokratisierung (blau) und Autokratisierung (rot), V-Dem „Liberal Democracy Index“.

Demokratisierungsgewinnen, die mit dem Arabischen Frühling auch in Staaten des Nahen Osten und Nordafrikas zwischenzeitlich eingetreten waren, standen in den 2010er Jahren wieder antidemokratische Tendenzen entgegen, etwa in Ägypten, Libyen und Syrien. Terroristische Aktivitäten des Islamischen Staates und die fortwirkende Flüchtlingskrise stellen eine Herausforderung auch für die etablierten europäischen Demokratien dar, indem sie einen Nährboden für rechtspopulistische Tendenzen und Parteien bilden.
Ab dem Jahr 2000 gab es mehr Menschen in Staaten mit sich verschlechternden demokratischen Freiheiten als in jenen mit sich verbessernden. 2020 lebten nur noch 4 Prozent der Weltbevölkerung in sich demokratisierenden Staaten, dagegen ein Drittel in jenen, die von der dritten Welle der Autokratisierung betroffen sind; davon sind auch G-20-Staaten wie die USA, Indien oder Brasilien betroffen.

## Typologien demokratischer Herrschaftsorganisation
Empirische Demokratietheorien beschreiben Entwicklung und Funktionsweise von Demokratien. Normative Demokratietheorien beinhalten eine „Soll“-Vorstellung mit Abgleich zum realen „Ist“. Sowohl in der Demokratietheorie als auch in den geschichtlichen Erscheinungsformen zeigen sich spezielle Ausprägungen von Demokratie, die typologisch unterschieden werden – grundlegend etwa im Hinblick auf direkte und repräsentative Demokratien. Darüber hinaus werden weitere Differenzierungen vorgenommen, etwa in Form parlamentarischer oder präsidialer Akzentuierung. Herrschaftsorganisation korrespondiert zudem mit der Art, wie Konflikte behandelt werden: Geht es vorrangig um Konfliktvermeidung und gegebenenfalls um vorbeugende Konsensstiftung, so werden konsens- und konkordanzdemokratische Ansätze betont; wird hingegen offene Konfliktaustragung und -entscheidung bevorzugt, kommen mehrheitsbasierte und konkurrenzorientierte Regierungsformen zum Zuge. In der Praxis sind zumeist von den Idealtypen abweichende Mischformen anzutreffen.

### Direkte Demokratie
In der unmittelbaren bzw. direkten Demokratie nimmt das Volk unmittelbar und unvertretbar durch Abstimmungen über Sachfragen am Staatsgeschehen teil. Das ausgeprägteste direktdemokratische System besteht in der Schweiz. Neben dem fakultativen Referendum auf Bundesebene und der Volksinitiative zur Verfassungsänderung gibt es das obligatorische Verfassungs- und Staatsvertragsreferendum, bei dem das Volk immer über vom Parlament beschlossene Änderungen der Bundesverfassung und über den Beitritt zu Organisationen kollektiver Sicherheit oder zu supranationalen Gemeinschaften abstimmt (Art. 140 Bundesverfassung), und die Volksinitiative zur Totalrevision der Verfassung (Art. 138 Bundesverfassung) – bislang nur 1935 erfolglos angestrengt. Weitere direktdemokratische Beteiligungsformen bieten sich den Schweizer Bürgern in den Kantonen und Gemeinden. Diese Angebote werden, so Manfred G. Schmidt, angenommen und als unhintergehbare Errungenschaft angesehen, bei einer Abstimmungsbeteiligung, die allerdings unterdessen zwischen lediglich 35 und 45 Prozent pendelt. Schmidt sieht diese weit ausgebauten Partizipationsrechte als verträglich mit politischer Stabilität, sozialer Kohäsion und hoher wirtschaftlicher Leistungskraft.
In vielen Staaten wird das politische System durch einzelne Elemente direkter oder plebiszitärer Demokratie ergänzt.
Eine andere Form direkter Demokratie stellt das Rätesystem dar. Die über ein Stufensystem gewählten Räte sind ihren Wählern direkt verantwortlich und an deren Weisungen gebunden, sie sind also mit einem imperativen Mandat versehen. Räte können jederzeit von ihrem Posten abberufen oder abgewählt werden (Recall). Sie rotieren und sind in den meisten Modellen ehrenamtlich tätig. Rätesysteme verlangen daher permanente Aktivität der Basis. Eine wirkmächtige Formulierung des Rätemodells war die Schrift Der Bürgerkrieg in Frankreich, in der Karl Marx es anhand der Erfahrungen der Pariser Kommune beschrieb.
In den Neuen Sozialen Bewegungen wurde ab den 1970er Jahren das Modell der Basisdemokratie populär, das später auch bei der Partei Die Grünen einen hohen Stellenwert hatte. Der etwas diffuse Begriff bezeichnet die unmittelbare Beteiligung der politischen Basis an Willensbildung und Entscheidungsfindung. Die Bezeichnung Basisdemokratie deutet auf eine Verbindung mit Rätemodellen hin, da diese oft eine Organisation der Basis in Basisgruppen vorsehen, etwa nach Betrieben oder Wohnvierteln. Sie wird meist nicht mit Bezug auf ein staatliches Modell, sondern auf eine Organisation, Institution oder Bewegung gebraucht. Basisdemokratie sollte ein höheres Niveau an Legitimation für Entscheidungen bereitstellen, gewöhnlich mittels Konsensfindung. Sie galt ihren Protagonisten daher als bessere Alternative zu repräsentativ-demokratischen Modellen. Es ist freilich nicht immer klar, wer zur Basis zählt: Mitglieder, Aktivisten, Betroffene.

### Repräsentative Demokratie

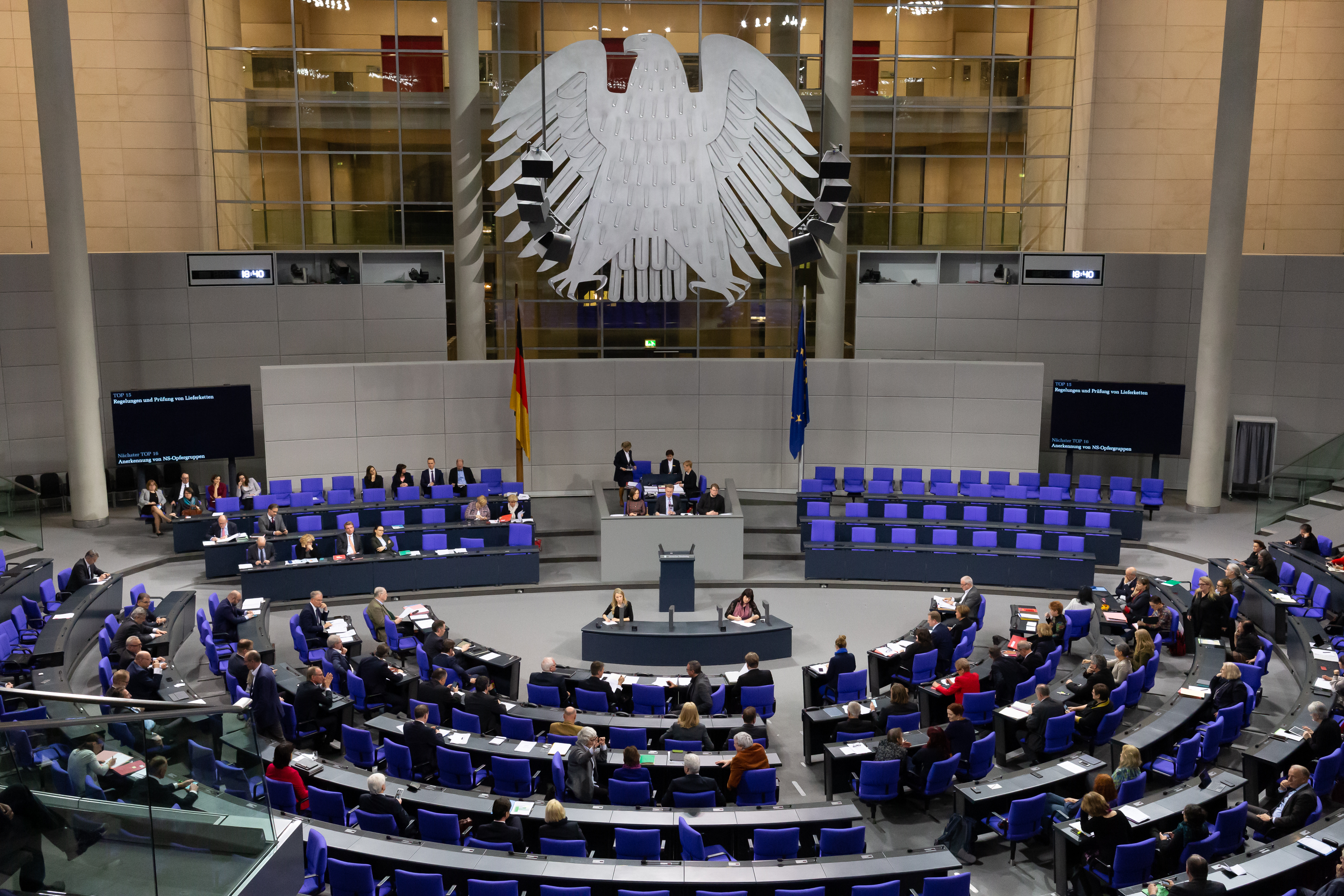
Parlament als typisches Organ einer repräsentativen Demokratie (hier: Plenarsaal des Deutschen Bundestages)

Für die Repräsentative Demokratie charakteristisch ist die Wahl der Repräsentanten des Wahlvolkes in regelmäßigen Abständen. Das Mandat der Volksvertreterinnen und -vertreter endet also mit dem Auslaufen des auch als Legislaturperiode bezeichneten Zeitraums ihrer Beauftragung. In der Ausübung ihres Mandats sind die Gewählten je nach politischem System in unterschiedlicher Weise frei oder an den Wählerwillen rückgebunden. In der modernen Parteiendemokratie erhalten die Gewählten ihr Mandat sowohl aus persönlichen als auch parteilichen Gründen, wobei die jeweilige Parteiprogrammatik sowohl die Wahlentscheidung als folglich auch das Abgeordnetenverhalten oft in hohem Maße bestimmt (Fraktionsdisziplin).
Eine repräsentative Willensbildung solle nicht nur der Funktionsfähigkeit, sondern auch der Rationalität demokratischen Handelns dienen, hieß es bereits 1771 bei Jean Louis de Lolme. Wenn das Volk durch von ihm bestellte Repräsentanten an den politischen Entscheidungen teilnehme, könne man ihm nicht, wie etwa der altrömischen Volksversammlung, von heiligen Hühnern etwas vorschwatzen. Vielmehr lägen die Entscheidungen dann in den Händen einer überschaubaren Anzahl politisch informierter und engagierter Persönlichkeiten. Deren Verhandlungen spielten sich in einem geordneten Verfahren ab. Die Untergliederung der Volksvertretung in Regierungspartei und Opposition bewirkt, dass die Willensbildung der Repräsentanten wenigstens der äußeren Form nach als Austausch von Argumenten und nicht als solidarische Zustimmung strukturiert wird. Zudem baute de Lolme auf die Kontrolle durch eine informierte öffentliche Meinung.

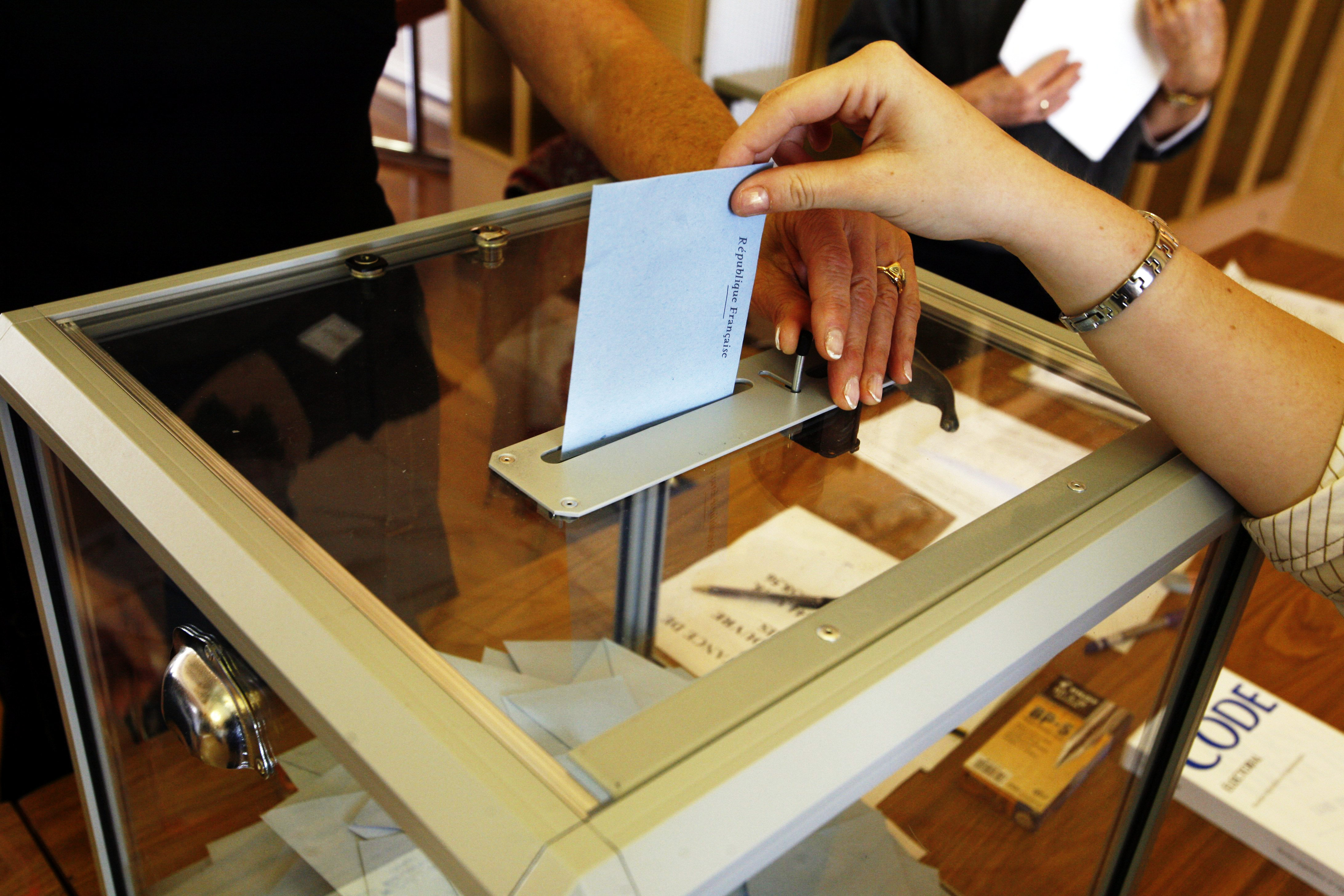
Präsidentschaftswahl in Frankreich 2007 – Stimmabgabe

Ein wichtiges Merkmal bei der Unterscheidung von repräsentativen demokratischen Regierungssystemen liegt laut Winfried Steffani in der Art, wie jeweils die Regierung abberufen werden kann, wobei zwischen parlamentarischen und präsidentiellen Systemen unterschieden wird. Demnach ist eine Demokratie als parlamentarische anzusehen, wenn ein Parlament (beziehungsweise die Legislative) über ein systematisches Abberufungsrecht der Regierung verfügt; andernfalls handle es sich um präsidentielle Systeme. Bekannte Beispiele für präsidentielle Demokratien sind das politische System Frankreichs und das der USA.

### Mischformen
Die meisten modernen Demokratien sind repräsentative Demokratien mit direktdemokratischen Elementen auf nationaler und/oder kommunaler Ebene. Das Volk trifft sowohl Personal- als auch Sachentscheidungen (Plebiszite). Eine solche Mischform nennt man plebiszitäre Demokratie. Die Gewichtung der repräsentativen und direktdemokratischen Elemente kann dabei von Staat zu Staat unterschiedlich ausfallen. Deshalb unterscheidet man weiter zwischen halbdirekter, gemischter und bedingt repräsentativer Demokratie.

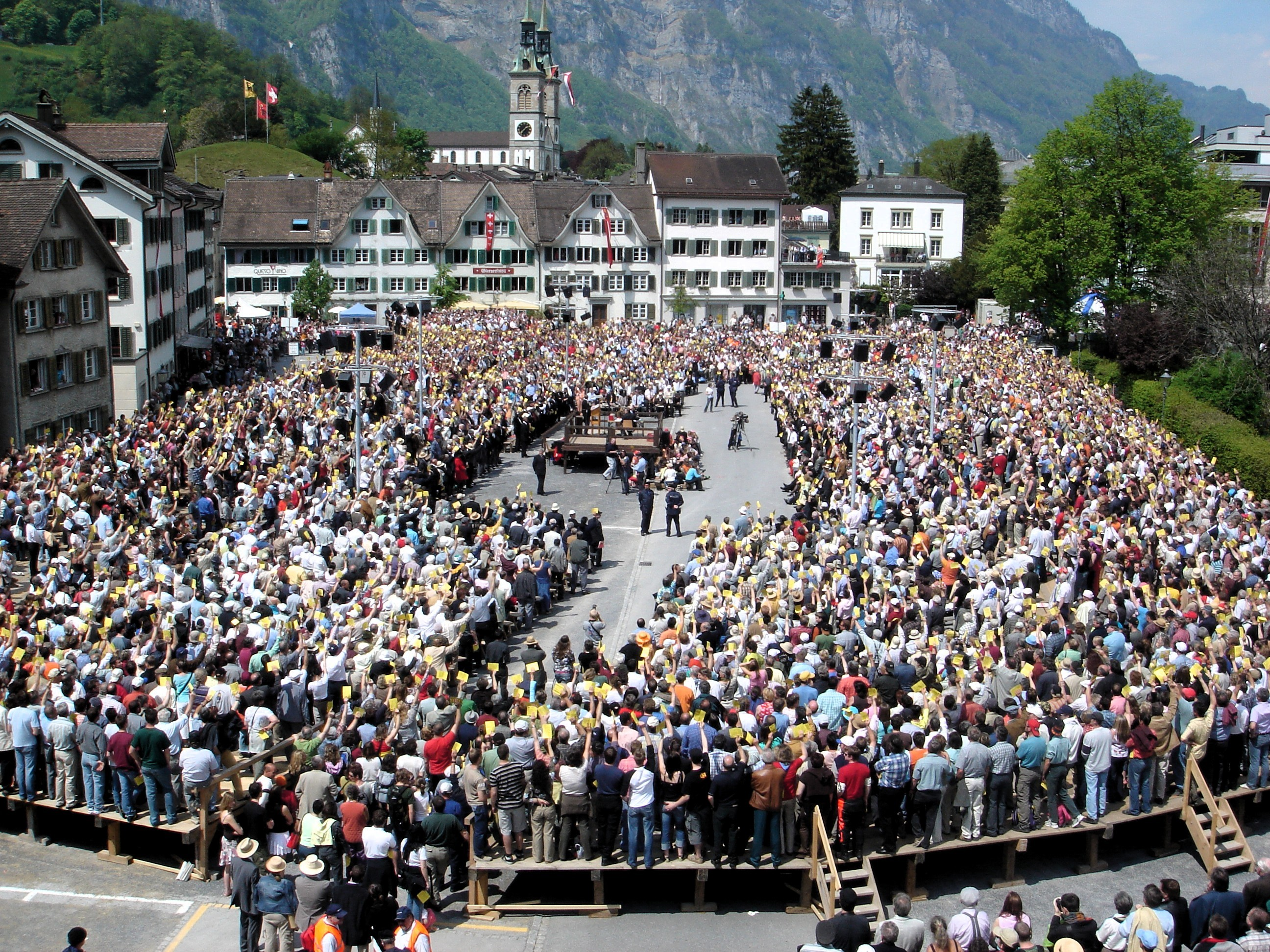
Abstimmung einer Landsgemeinde im Schweizer Kanton Glarus, 2006 – eine Form der direkten Demokratie

Der Begriff plebiszitäre Demokratie wird daneben auch als Sammelbezeichnung für alle volksunmittelbaren Abstimmungen (Sachentscheidungen) verwendet. In der Schweiz ist der Begriff insofern gleichbedeutend mit Volksrechte. Die Schweiz ist auf nationaler, kantonaler und kommunaler Ebene eine plebiszitäre Demokratie, wobei auf nationaler und in den meisten Kantonen auch auf kantonaler Ebene und in größeren Gemeinden (Städten) auf kommunaler Ebene ein Parlament legislativ tätig ist, und das Volk bei Parlamentsentscheiden nur über Verfassungsänderungen und über Gesetzesänderungen abstimmt. In den kleineren Gemeinden gibt es keine Volksvertretung (meist Einwohnerrat genannt), sondern Entscheide, die direkt in einer Bürgerversammlung (meist Gemeindeversammlung genannt) diskutiert und abgestimmt werden.
Als Demarchie wird eine bislang unverwirklichte Alternative zum Parlamentarismus beschrieben, in der alle Entscheidungsträger eines Gemeinwesens repräsentativ aus denjenigen Menschen mittels Losverfahren bestimmt würden, die von diesen Entscheidungen betroffen wären. Dabei sollten alle politischen Institutionen so weit wie möglich dezentralisiert werden. Das Losverfahren gleicht dem aus der attischen Demokratie bekannten Verfahren zur Besetzung von Ämtern und Gerichten. Peter Rinderle wendet ein, dass die symbolische Qualität des Wahlaktes, bei dem sich alle Wahlberechtigten als frei wählende Mitglieder einer demokratischen Gemeinschaft erfahren können, verloren ginge. Auch könne die Auslosung von Parlamentssitzen die private Freiheit der Erlosten beeinträchtigen: Vielleicht würden sie die für politische Tätigkeit aufzuwendende Zeit lieber in ihrem Beruf oder mit anderem verbringen wollen. Zudem fehlte bei Auslosung die Rückbindung an einen Wählerwillen bzw. an die Wahlprogramme von Parteien.

### Mehrheits- versus Konsensdemokratie
Demokratietypen werden in Theorie und Praxis auch danach unterschieden, welchen Rolle Mehrheiten und Minderheiten für den Aushandlungs- und Entscheidungsprozess im jeweiligen politischen System spielen. In Anlehnung an Arend Lijphart benennt Manfred G. Schmid Merkmale einerseits von Mehrheitsdemokratien und andererseits von Konsensusdemokratien:
In Mehrheitsdemokratien ist die Exekutivmacht in den Händen einer wegen des zugrunde liegenden Mehrheitswahlrechts alleinregierenden Mehrheitspartei konzentriert; hier hat die Regierung gegenüber der Legislative eine starke Stellung und steht die Zentralbank in Abhängigkeit zur Regierung. Dem entspricht weitgehend beispielsweise Großbritannien.
Konsensusdemokratien verteilen die Exekutivmacht dagegen auf mehrere Parteien; zwischen Exekutive und Legislative soll ein Kräftegleichgewicht bestehen. Spezifische Merkmale sind zudem ein Vielparteiensystem mit Verhältniswahlrecht, ein föderalistischer, dezentralisierter Staatsaufbau, ein Zweikammersystem mit gleich starken Kammern und eine unabhängige Zentralbank. Dies trifft in hohem Maß zum Beispiel auf die Schweiz zu.
Als theoretisches Konzept wird die Konsensdemokratie zudem als deliberative Demokratie reflektiert. Dabei geht es um die Einflussminderung von repräsentierenden Funktionseliten hin zu mehr öffentlicher Beratung. Die Bürger werden als fähig angesehen, ihre eigenen Positionen anhand der Argumente anderer zu prüfen, sich über Entscheidungsgegenstände hinreichend zu informieren, das Gesamtwohl zu berücksichtigen, sich in den diskursiven Austausch einzubringen. Nach den Vorstellungen von Jürgen Habermas muss ein solcher in der Öffentlichkeit auszutragender Diskurs frei von Gewalt- und Machteinflüssen sein, muss Offenheit für alle Probleme und Fragestellungen bestehen, darf keine gesellschaftliche Teilgruppe ausgeschlossen sein und sollten alle die gleichen Möglichkeiten erhalten, ihre Vorstellungen einzubringen und berücksichtigt zu werden. Ziel des Verfahrens soll sein, das „Richtige“ zu ermitteln, hervorgehend aus einem Konsens aller Beteiligten und nicht als Kompromiss widerstreitender Interessen. Von Kritikern dieses Konzepts hinterfragt wird unter anderem bereits die Bereitschaft der beteiligten Bürger, ihre eigenen Positionen im Rahmen des Prozesses zu verändern und einen verallgemeinerbaren Konsens als richtig zu erkennen und mitzutragen.

### Konkurrenz- versus Konkordanzdemokratie
Ähnlich angelegt ist die Unterscheidung zwischen Konkurrenzdemokratie und Konkordanzdemokratie. Der Akzent beim Begriff Konkurrenzdemokratie liegt auf dem Wettbewerb im Mehrparteiensystem, in dem mit Parteiprogrammen und Wahlversprechen um die Wählerstimmen geworben wird. Die eigenen Regierungsziele kann während der Dauer der Legislaturperiode umsetzen, wem die Stimmenmehrheit zufällt. Die Unterlegenen bilden die Opposition und setzen ihre Hoffnungen in den nächsten Wahltermin. Ein derartiges konkurrenzdemokratisches System stößt aber laut Bernhard Frevel und Nils Voelzke an seine Grenzen, wo ein Staat nicht von Homogenität geprägt ist, sondern von Heterogenität, wo auf der Basis des reinen Mehrheitsprinzips die abweichenden Interessen starker Minderheiten regelmäßig niedergestimmt würden, wie das zum Beispiel in Staaten mit mehreren Sprach- oder Volksgruppen, mit differierenden religiösen Bindungen oder im Wirtschaftswohlstand stark voneinander abweichenden Regionen der Fall sein kann.
In einer Konkordanzdemokratie dagegen – früher „Proporzdemokratie“, inzwischen auch „Verhandlungsdemokratie“ genannt – wird anstelle des Mehrheitsprinzips ein gütliches Einvernehmen mittels Kompromisstechniken gesucht, wird Minderheitenschutz durch Minderheitenbeteiligung an den Willensbildungs- und Entscheidungsprozessen verwirklicht. Dies kann einerseits im informellen politischen Prozess geschehen, indem die gesellschaftlichen Gruppen durch Anhörungen in den Meinungsbildungsprozess von Parlament und Regierung aufgenommen werden; dies kann aber auch formal gewährleistet sein, indem festgelegte Proporz- oder Paritätsregeln die politische Partizipation und Ämtervergabe regeln. Dieser Ansatz kann in hohem Maße zu politischer Stabilität und zur Integration unterschiedlicher gesellschaftlicher Gruppierungen beitragen, tendiert aber auch zur Bewahrung des Status quo, sodass Innovationen nur gelegentlich und mit großem Zeitaufwand zustande kommen.

### Prozedurale versus substanzielle Demokratie
Der amerikanische Politikwissenschaftler Robert Alan Dahl sieht Demokratie als Verfahren kollektiver Entscheidungsfindung innerhalb eines Gemeinwesens, das gekennzeichnet ist durch fünf Bedingungen: Gleichberechtigung der Mitglieder, wirksame und angemessene Möglichkeiten zur Teilnahme, hinreichende Information der Mitglieder in Bezug auf die Punkte der politischen Agenda, volle Kontrolle der Mitglieder über diese Agenda und Einschluss aller Erwachsenen in die Mitgliedschaft. Diese fünf stellen nach Dahl die notwendigen und hinreichenden Bedingungen für eine demokratische Selbstverwaltung dar.
Gegen einen solchen prozeduralen Demokratiebegriff wenden sich Wissenschaftler wie Ronald Dworkin, die einen substanziellen Demokratiebegriff vertreten. Demnach muss nicht nur das Verfahren demokratisch sein, durch das eine politische Entscheidung getroffen wird, sondern auch der Inhalt dieser Entscheidung: „Entscheidungen einer Mehrheit sind nur dann demokratisch, wenn der Status und die Interessen eines jeden Bürgers als vollberechtigter Partner [… gewahrt werden].“ Das heißt, dass Mehrheiten zum Beispiel keine diskriminierenden Gesetze beschließen dürfen. Hiergegen wird wiederum eingewandt, dass dieses Demokratieverständnis Rechtfertigungen liefert für Interventionen von Experten oder Wächtern in den demokratischen Prozess. Die Letztentscheidungen lägen somit nicht beim souveränen Volk, sondern bei den Gerichten.
Die beiden Demokratiebegriffe lassen sich exemplifizieren an den beiden Demokratien, die im Lauf des 20. Jahrhunderts in Deutschland gegründet wurden: Die Weimarer Republik ging von einem prozeduralen, rechtspositivistischen Demokratieverständnis aus, wonach sich die Demokratie auch selbst abschaffen durfte, wenn dies nur rechtlich sauber geschah. Insofern konnten mit Zweidrittelmehrheit im Reichstag Ermächtigungsgesetze erlassen werden, die den demokratischen Wesenskern des Staates aushöhlten, wie es das Ermächtigungsgesetz vom 24. März 1933 nachhaltig tat. Im Parlamentarischen Rat zogen die Väter und Mütter des Grundgesetzes daraus die viel zitierten Lehren aus Weimar: Die Bundesrepublik Deutschland ist demnach eine streitbare Demokratie, eine Selbstabschaffung der Demokratie ist laut der Wesensgehaltsgarantie (Artikel 19 des Grundgesetzes für die Bundesrepublik Deutschland) und der Ewigkeitsklausel (Art. 79) unzulässig.

## Messinstrumente zur Bestimmung von Entwicklungsstand und Qualität demokratischer Systeme
Wie bei allen politischen Systemen sind Entstehen und Fortbestehen demokratischer Ordnungen von innergesellschaftlichen und außenpolitischen Einflussfaktoren abhängig. Vergleichende Demokratieforschung analysiert solche Kontextbedingungen und entwickelt Messinstrumente zur Bestimmung von Entwicklungsstand und Qualität eines vorhandenen demokratischen Systems. Als besonders erhellend betrachtet Samuel Salzborn das von Wolfgang Merkel entworfene Konzept der „eingebetteten Demokratie“ (embedded democracy), das die Stabilität einer funktionsfähigen Demokratie auf die Interaktion von fünf Teilregimen zurückführt: 1. das demokratische Wahlregime, 2. die politischen Partizipationsrechte, 3. die bürgerlichen Freiheitsrechte, 4. die institutionelle Sicherung der Gewaltenkontrolle sowie 5. die Sicherung der effektiven Regierungsgewalt der demokratisch gewählten Repräsentanten.
Verschiedene Organisationen und Forschungsinstitute veröffentlichen Indikatoren für Demokratiequalität, die auch in der vergleichenden Forschung verwendet werden. Zu den bekanntesten solchen Indikatoren zählen die Demokratieindizes des V-Dem Instituts, die elektorale, liberale, partizipative, deliberative und egalitäre Demokratie anhand von Experteneinschätzungen messen.

### Defekte Demokratie
Als defekte Demokratie werden in der vergleichenden Politikwissenschaft politische Systeme bezeichnet, in denen zwar demokratische Wahlen stattfinden, die jedoch gemessen an den normativen Grundlagen liberaler Demokratien (Teilhaberechte, Freiheitsrechte, Gewaltenkontrolle etc.) verschiedene Defekte aufweisen. Man unterscheidet innerhalb der Defekten Demokratien: Exklusive Demokratie, Illiberale Demokratie, Delegative Demokratie und Enklavendemokratie. Das Konzept der defekten Demokratie ist in der Politikwissenschaft umstritten.

### Mangelnde Gleichheit bzw. unzureichende Repräsentation
Politische Gleichheit ist eine der Voraussetzungen für Demokratie: Jeder Bürger sollte im Idealfall eine gleichgewichtige Stimme haben. Obwohl es für eine Regierung unmöglich ist, die Präferenz jedes Bürgers jederzeit zu berücksichtigen, sollte es aus demokratischer Sicht keine strukturelle Ungleichheit bei der Stimmenberücksichtigung geben. Analysen zeigen jedoch, dass dies für einige Demokratien nicht der Fall ist:

#### Europa
Eine Analyse von 25 europäischen Ländern zeigt, dass es kaum eine Gleichgewichtigkeit der Stimmenrepräsentation speziell bei der Frage der gesellschaftlichen Umverteilung bzw. des Wohlfahrtstaates gibt. Gruppen mit niedrigerem Einkommen sind in der Regel unterrepräsentiert, während Gruppen mit höherem Einkommen überrepräsentiert sind. Ferner stellte die Studie fest, dass diese unterschiedliche Repräsentation gerade dann ausgeprägter ist, wenn die Vorlieben von Arm und Reich stärker voneinander abweichen. Wenn diese Präferenzen nicht übereinstimmen, tendieren die Regierungen dazu, den Präferenzen der Reichen mehr zu folgen als denen der Armen.

#### Schweiz
Eine weitere Studie untersuchte eine ähnliche Fragestellung anhand des Schweizer Parlaments. Sie verglich Umfragedaten zu den Meinungen der Bürger mit denen der Abgeordneten zu wirtschaftlichen Fragen in der Wahlperiode 2007–11. Die Ergebnisse zeigten, dass Abgeordnete meist weniger für staatliche Eingriffe in die Wirtschaft sind als der Durchschnittsbürger. Die Ergebnisse zeigen außerdem, dass relativ arme Bürger im Vergleich zu Bürgern mit hohem Einkommen weniger gut in ihrer Meinung vertreten werden.

#### Deutschland
Die im Jahr 2021 gewählten Abgeordneten des Deutschen Bundestags stehen nicht repräsentativ für die deutsche Bevölkerung. 87 Prozent der Bundestagsmitglieder sind Akademiker, während ihr Anteil in der Bevölkerung bei 14 bis 15 Prozent liegt. Laut einem Forschungsbericht im Auftrag des Bundesministeriums für Arbeit und Soziales von 2016 auf Basis der Daten von 1998 bis 2015 werden in Deutschland die Präferenzen der sozialen Schichten bei politischen Entscheidungen unterschiedlich stark berücksichtigt. Es zeigte sich ein deutlicher Zusammenhang von politischen Entscheidungen mit den Einstellungen von Personen mit höherem Einkommen, jedoch keiner oder sogar ein negativer mit denen von Einkommensschwachen.

### „Scheindemokratie“
Viele Staaten weisen Defizite bei wesentlichen demokratischen Elementen und Grundrechten auf (demokratische Defizite), obwohl sie sich als Demokratien bezeichnen. Diese werden in den Medien manchmal „Scheindemokratie“ genannt.
In einer vom Südwestrundfunk 2021 in Auftrag gegebenen Umfrage zur Demokratie stimmten 31 Prozent der Befragten in Deutschland der Aussage zu: „Wir leben nur scheinbar in einer Demokratie“. 28 Prozent der Teilnehmer gaben an, dass das demokratische System in Deutschland „grundlegend geändert“ werden müsse.

## Funktionsbedingungen der modernen Demokratie
Das Nachdenken darüber, welches die Faktoren seien, unter denen sich stabile Demokratien entwickeln können, hat bereits in der politischen Theorie der Antike begonnen (siehe oben) und wurde unter den Bedingungen der frühen Neuzeit fortgesetzt. Für die moderne Massendemokratie ist die vergleichende Demokratieforschung teils zu ähnlichen Ergebnissen gelangt, hat aber zusätzliche Anpassungen vorgenommen.

### Voraussetzungen und begünstigende Faktoren
Vier essenzielle Bedingungen für eine stabile Demokratie referiert Vorländer aufgrund der Ergebnisse neuerer vergleichender Demokratieforschung:
- eine effektive zivile Kontrolle der exekutiven, insbesondere militärischen Gewalt,
- eine politische Kultur, die einen Konfliktaustrag auf dem Wege des Kompromisses unterstützt und insgesamt Demokratie bejaht
- eine plurale Gesellschaft ohne dirigistische staatliche Eingriffe mit breiter Streuung der verschiedenen Machtressourcen
- eine förderliche außenpolitische Lage.

Ergänzend werden zwei Faktoren genannt, die eine Demokratie begünstigen:
- eine marktwirtschaftliche Wirtschaftsordnung
- kulturellen Pluralismus bei gleichwohl überlappendem demokratischen Konsens.[139]

### Mündige Bürger
Um den demokratischen Legitimitätsanspruch an die Demokratie aufrechtzuerhalten, sind nach Hubertus Buchstein mündige Bürger eine wichtige Voraussetzung. Die Demokratie selbst sei jedoch unfähig, solche Bürger zu (re-)produzieren, die es für die Funktionsfähigkeit des demokratischen Systems eigentlich brauche. Eine erfolgreiche Partizipation etwa kann nur gelingen, wenn die Bürger selbstbestimmt und unabhängig agieren und in diesem Sinne über bestimmte Bürgerqualitäten verfügen. Dafür ist zum einen grundlegendes politisches (Fakten-)Wissen nötig. Doch auch prozedurales politisches Wissen sowie gewisse Persönlichkeitsmerkmale der Bürger selbst sind dabei von Bedeutung. Letzteres stellt den Kerngedanken eines politischen Tugendbegriffes dar, der durch eine Orientierung auf die Gemeinschaft sowie durch bestimmte Emotionen und Handlungsmotivationen gekennzeichnet ist.
Unterschiedliche politische Systeme bedürfen unterschiedlicher politischer Tugenden. Für (westliche) demokratische Systeme stellen etwa Loyalität, Mut, Toleranz, Solidarität oder Fairness wichtige Eigenschaften der Bürger zur Aufrechterhaltung des demokratischen Systems dar. Um diese (und weitere nötige) Dispositionen nachhaltig zu fördern und auszubauen, bedarf es unterstützender, institutioneller Rahmenbedingungen. Wissen und Verstehen im Sinne mündiger Bürger setzten den allgemeinen freien Zugang zu allen Informationen voraus, die für eine politische Entscheidung gebraucht werden (Rezipientenfreiheit). Politische Meinungsbildung und -artikulation in einer Demokratie beruhen zudem auf Organisationsfreiheit. Dazu gehören Versammlungsfreiheit und die Freiheit, Parteien und andere gesellschaftliche Organisationen zu bilden. In der Denktradition der deliberativen Demokratie eignen sich zur Ausbildung politischer Kompetenzen etwa auch Bürgerforen.

### Demokratie in pluralen Gesellschaften
Ein zentrales Problem der Demokratie in modernen Gesellschaften ist, dass das „Volk“ nicht aus einzelnen, unabhängig voneinander rational entscheidenden Menschen besteht, sondern aus verschiedenen sozialen Gruppen, Klassen oder Schichten, die durch unterschiedliche soziale, ethnische, wirtschaftliche, kulturelle oder religiöse Gemeinsamkeiten und ihre jeweiligen spezifischen Interessen konstituiert werden. Durch Verbände, Vereine, Initiativen oder Lobbygruppen üben diese Gruppen Druck auf die demokratisch legitimierten Entscheidungsträger aus. Diese betroffenheitsgesteuerten Interventionen gelten als unentbehrliche Ergänzung des demokratischen Willensbildungsprozesses. Wenn aber einige dieser Gruppen permanent in der Minderheit bleiben und durch die majoritären Gruppen unterdrückt werden, sodass ihre jeweiligen Anliegen nie im Wege eines Kompromisses in den Entscheidungsprozess einfließen, spricht man von einer fragmentierten Gesellschaft. In einem solchen Fall müssen institutionelle Formen der Demokratie gefunden werden, die das Mehrheitsprinzip teilweise außer Kraft setzen. Eine dieser Möglichkeiten ist der Föderalismus, der geographisch separat siedelnden Minderheiten Mitbestimmungsmöglichkeiten zubilligt. Leben die unterdrückten Minderheiten in gemischten Siedlungsgebieten mit der Mehrheit, kann die politische Macht funktional aufgeteilt werden: Die minoritären Gruppen dürfen dann Vertreter in die paritätisch oder anteilsmäßig besetzten Entscheidungsgremien entsenden, sie erhalten feste Plätze in Legislative oder Exekutive oder erhalten ein Vetorecht. In solchen Demokratien gibt es dann zwar keine Opposition im eigentlichen Sinne des Wortes mehr, die Alternative wäre aber ein Übergang zu einer autoritären Herrschaft oder ein Bürgerkrieg. Quoten und Vetorechte werden aktuell im Zusammenhang mit einer „multikulturellen Demokratie“ diskutiert, in der die verschiedenen Minderheiten von Migrantengruppen angemessen wahrgenommen würden.
Zwei unterschiedliche Konzepte prägen derzeit die Diskussion um Demokratisierung in pluralen Gesellschaften: Anhänger einer deliberativen Demokratie wie James Bohman oder Jürgen Habermas setzen auf öffentliche Deliberation, also den Austausch von Argumenten in einem rationalen Diskurs. Hier können, so die Erwartung, rein private Interessen und Argumente erkannt und ausgesondert werden. Sie beanspruchen für die Ergebnisse solcher Deliberationen einen höheren Grad an Legitimation als für Wahlen und Abstimmungen. Demgegenüber kritisieren Anhänger der radikalen Demokratie, wie etwa Chantal Mouffe, die Gleichsetzung von Rationalität und Demokratie und betonen die Rolle der kollektiven Leidenschaften im politischen Diskurs. Sie unterscheiden zwischen der Parteipolitik, die nur bestehende Herrschaftsstrukturen reproduziere, und Momenten des Politischen, in denen ebendiese hierarchischen und unterdrückenden Strukturen sichtbar gemacht und herausgefordert werden. Auf diese radikale Infragestellung von politischen und sozialen Herrschaftsstrukturen kommt es ihnen an.

### Gesamtgesellschaftliche Perspektive und Partizipation
Der demokratische Gedanke bedarf einer Verwirklichung in der Gesellschaft, als wesentlicher Prozess der politischen Meinungs- und Willensbildung. In der Antike waren dies Marktplatz, Agora oder Forum als bedeutende Orte der politischen Meinungsbildung, im ausgehenden Mittelalter öffentliche Plätze, später Stammtische. Auch im Sinne jüngerer demokratietheoretischer Überlegungen wird einer zivilgesellschaftlich verankerten politischen Öffentlichkeit eine wichtige Bedeutung für eine funktionsfähige Demokratie zugemessen. Es komme auf das Zusammenwirken von informeller Meinungsbildung und verfasster Willensbildung an, auf die Kooperation parlamentarisch-repräsentativer und authentischer Verständigungsprozesse im außerparlamentarischen, gesellschaftlichen Bereich.

### Legitimation der rechtlichen und sozialen Ordnung durch Demokratie
Eine wichtige Legitimationstheorie der Demokratie gründet sich auf das Ideal einer „Volksherrschaft“, die auf der Zustimmung und Mitwirkung aller Bürger beruhen solle. Theoretisch kann man eine Begründung dafür in folgender Überlegung suchen: Die Ordnung der politischen Gemeinschaft solle sich auf Gerechtigkeit gründen. Die letzte Grundlage, zu der alles Bemühen um Gerechtigkeitseinsicht vordringen kann, ist das, was das individuelle Gewissen nach bestmöglichem Vernunftgebrauch für gut und gerecht befindet. Daher gilt jeder als eine dem anderen gleich zu achtende moralische Instanz, wie Kant feststellte. Dies führt, so Reinhold Zippelius, „für den Bereich des Staates und des Rechts zu dem demokratischen Anspruch, dass alle in einem freien Wettbewerb der Überzeugungen auch über die Fragen des Rechts und der Gerechtigkeit mitbestimmen und mitentscheiden sollten“. Dementsprechend gilt heute die Demokratie im westlichen Verständnis als einzig mögliche Legitimation der sozialen Ordnung (siehe auch Demokratismus).

### Demokratisierungsvorgänge
Die Einschätzung der Demokratie als der „(einzig) richtigen Staatsform“ und als vorrangiges gesellschaftliches Gestaltungsprinzip mündet in den sogenannten Demokratisierungsprozess. Dabei wird unterschieden zwischen einer Demokratisierung von „unten“, bei der die Demokratie durch eine Revolution des Volkes innerstaatlich eingeführt wird, und einer Revolution von „oben“, bei der das Land durch eine fremde Macht von außen „demokratisiert“ wird. Letzteres kann durch die gewaltsame „Befreiung“ eines Landes (wie es beispielsweise bei der Entnazifizierung oder in Afghanistan und dem Irak der Fall war) geschehen oder in abgeschwächter Form zum Beispiel durch Demokratieförderung. Neuere Forschung verweist darauf, dass Demokratie auch in Revolutionszusammenhängen wie seinerzeit in Frankreich oder in den USA wesentlich von oben befördert wurde und dass die meisten Demokratien ohnehin ohne Revolutionen entstanden sind.
Die treibende Kraft einer Demokratisierung ist meist die Unzufriedenheit mit den bestehenden (undemokratischen) Verhältnissen. Bei Wahlentscheidungen in bestehenden Demokratien orientieren sich die Bürger weniger an der Verteidigung demokratischer Prinzipien als an näherliegenden alltäglichen Problemen. Es bedarf darum staatlicher Institutionen (und Eliten), um eine Demokratie vor Angriffen zu schützen.
Demokratisierung im Sinne der Entwicklung und Sicherung von Freiheit bedingt die rechtsstaatliche Bindung der Staatsgewalt, die Gewährleistung von Grundrechten, eine rechtsstaatliche Strukturierung der Entscheidungsverfahren im Rahmen einer Gewaltenteilung sowie rechtsstaatliche Verfahrensgrundsätze und Kontrollen. Als demokratie- und partizipationsfördernd wird auch die Dezentralisierung der Entscheidungskompetenzen in Verbindung mit dem Subsidiaritätsprinzip angesehen. Dafür grundlegend ist die föderative Gliederung eines Staates in Länder und die Gliederung der Länder in Selbstverwaltungskörperschaften bis hin zu den Gemeinden. In einem so gegliederten Gemeinwesen sollen die nachgeordneten politischen Einheiten alles erledigen, was sie besser oder ebenso gut besorgen können wie die übergeordneten. Dadurch sollen die kleineren Gemeinschaften und deren Mitglieder ein Höchstmaß an Selbstbestimmung und Verantwortung für ihren eigenen Lebensbereich erhalten; insgesamt soll auf diese Weise für Bürgernähe gesorgt werden.

## Einflussgrößen und Wechselwirkungen

### Alte und neue Medien
Das Mediensystem gilt als wichtiger Faktor für die Funktionsfähigkeit der Demokratie. Die massenmediale Informationsvermittlung ist für die Meinungsbildung grundlegend geworden. Medien begleiten die politischen Abläufe und kontrollieren das Regierungshandeln. In der Mediendemokratie bestimmen sie die öffentliche Agenda, so Vorländer, während sich andererseits das politische Personal der Medien bedient, um Einfluss auf das Publikum zu nehmen. „Der Wettstreit der Argumente, Positionen und Personen, im Medium der Talkshows […] führt, wenngleich mediatisiert, zurück zum Archetyp der agonalen Politik der Athener Polisdemokratie.“
Die dominierende Stellung der audiovisuellen und der Printmedien wird durch den Einfluss der neuen sozialen Medien zunehmend in Frage gestellt. Die „digitale“ Demokratie gewährleistet beschleunigte Informationsbeschaffung und vermittelt Aussicht auf eine neue, von gleichen Beteiligungschancen ausgehende Struktur der Meinungs-, Willens- und Entscheidungsbildung. In den sozialen Medien bieten sich Chancen zur schnellen und wirkmächtigen Aktivierung und Mobilisierung von Gleichgesinnten sowie zur Organisation von Kampagnen. Als qualitative Verbesserung demokratischer Strukturen erscheint sie andererseits nicht unbedingt. Das Problem der unterschiedlichen Beteiligung aufgrund sozialer und kultureller Hintergründe oder auch des individuellen Internetzugangs besteht teilweise fort. Zudem bilden sich in Netzwerken und Gruppen sogenannte Filterblasen oder Echokammern mit Abschließungseffekten gegenüber abweichenden Informations- und Meinungsbildungsimpulsen. Dadurch kommt es zu verstärkter Parzellierung der Öffentlichkeit in viele Teilöffentlichkeiten, die in verantwortlichen Meinungs – und Entscheidungsbildungsprozessen schwer zusammenzuführen sind. Zudem können Blogs und Tweets demagogisch wirken, können Social Bots den öffentlichen Meinungsbildungsprozess und die Legitimität demokratischer Wahlverfahren gefährden.

### Rechtsstaatlichkeit
Das Freiheitsversprechen der Demokratie erfordert den Aufbau einer Rechtsordnung mit Regeln des Zusammenlebens, die grundsätzlich für alle gelten. Im Rahmen der Gesetzgebung wird einerseits die Freiheit des Handelns geschützt, andererseits ein Rahmen vorgegeben, der das Handlungsspektrum durch Verbot und Kriminalisierung von gemeinschafts- und freiheitsschädlichem Verhalten begrenzt. Das demokratische Prinzip des gleichen Rechts für alle soll unabhängig von körperlicher, sozialer, wirtschaftlicher oder geistiger Stärke zur Geltung gebracht werden. Daraus ergibt sich jeweils die Funktion der staatlichen Institutionen:
- vom Volk legitimierte Gesetzgebungsorgane zur Gestaltung des Ordnungsrahmens;
- an die Gesetzgebung gebundene Regierungs- und Verwaltungsorgane;
- eine die Einhaltung der Gesetzgebung überwachende, unabhängige Rechtsprechung.

In der Möglichkeit der Klage vor Gericht und des Bestehens auf Tatbestandsprüfung, die staatlichen Akteuren, Institutionen und Privatpersonen offen steht, liegt der Kern der Rechtsstaatlichkeit, so Frevel und Voelzke. „Sowohl staatliche Willkürherrschaft als auch Zwang und Unterdrückung durch Dritte sollen mit dem Rechtsstaat verhindert werden.“

### Wirtschaftswachstum
Zum Zusammenhang zwischen Demokratie und Wirtschaftswachstum liegen Forschungen aus mehreren Jahrzehnten mit insgesamt widersprüchlichen Ergebnissen vor. Barro kam – entgegen Studien aus den 1980er Jahren – 1996 zu dem Schluss, dass Demokratie und Wirtschaftswachstum nicht kausal miteinander in Verbindung stehen, sondern durch dritte Faktoren wie Humankapital gemeinsam beeinflusst werden. Rodrik stellte 1997 fest, dass es keinen starken, deterministischen Zusammenhang zwischen Demokratie und Wachstum gebe, wenn man andere Faktoren konstant hält.
Für einen Zusammenhang zwischen Demokratie und Wirtschaftswachstum wird argumentiert, dass Demokratien es erlaubten, unfähige, ineffiziente und korrupte Regierungen abzuwählen, wodurch auf lange Sicht die Qualität der Regierung höher sei. Autoritäre Regime könnten zwar zufällig hochwertige Regierungen stellen, doch wenn sie es nicht täten, sei es schwerer, sie wieder loszuwerden. Auf der anderen Seite wird angeführt, dass Interessengruppen durch Lobbyismus um Macht und Renten die Demokratie lähmen und für den Entwicklungsprozess bedeutsame Entscheidungen verhindern können. So argumentiert der ehemalige Premierminister von Singapur Lee Kuan Yew, dass das beachtliche Wachstum seines Landes in den letzten 30 Jahren angeblich nicht ohne die strengen Einschränkungen von politischen Rechten möglich gewesen wäre. Andere haben auf die erfolgreichen Wirtschaftsreformen der Volksrepublik China verwiesen. Überdies herrsche in manchen Demokratien (beispielsweise in Lateinamerika) eine ähnliche Machtstruktur wie in autoritären Regimen.
So kann der Schluss gezogen werden, dass eine Demokratisierung (z. B. politische Rechte, Bürgerrechte oder freie Presse) eine verbesserte Regierung nicht zwangsweise nach sich zieht. Rivera-Batiz (2002) bestätigt aus einer Analyse empirischer Daten zu 115 Ländern 1960–1990, dass Demokratie ein signifikanter Bestimmungsfaktor der totalen Faktorproduktivität nur dann ist, wenn demokratische Institutionen mit einer höheren Governance-Qualität (z. B. wenig Korruption, sichere Eigentumsrechte) einhergehen.
Im Zuge der zunehmenden sozialökologischen Wachstumskritik wird gleichwohl grundsätzlich bezweifelt, ob die Ausrichtung auf Wirtschaftswachstum überhaupt wünschenswert ist. Es wird argumentiert, dass das nur scheinbar nützliche Wirtschaftswachstum zum einen durch immer intensivere Ressourcennutzung die natürlichen Lebensgrundlagen untergräbt und entscheidend zur ökologischen Krise beiträgt, und zum anderen zu einer Verschärfung der sozialen Ungleichheit führt, etwa wenn Lohnkosten gesenkt werden, um profitabler zu produzieren.

### Demokratie und Frieden
Demokratien sind weniger gewalttätig als Nichtdemokratien. Das gilt für das Maß an innergesellschaftlicher Gewaltanwendung, vor allem aber führen Demokratien keine Kriege gegeneinander. Als Ausnahmen von diesem empirisch belegten Zusammenhang gelten die Faschoda-Krise zwischen dem Großbritannien und Frankreich 1898 und die Kabeljaukriege zwischen Island und Großbritannien in den Jahren 1958 bis 1976. In beiden Konflikten kam es jedoch nicht zum Ausbruch eines regulären Krieges. Ob die Korrelation zwischen Demokratie und Frieden auf einen Kausalzusammenhang zurückzuführen ist und falls ja, in welcher Richtung dieser wirkt, ist in den Internationalen Beziehungen umstritten. So argumentierte etwa der Friedensforscher Ernst-Otto Czempiel, dass Kriege nicht im Interesse der Bürger seien. Wenn diese die Politik bestimmten, bleibe es friedlich. Dem wird entgegengehalten, dass nicht die Demokratie zu Frieden führe, sondern umgekehrt, dass eine friedliche Umgebung demokratische Prozesse fördere. Andere Kritiker argumentieren, dass das Fehlen von kriegerischen Auseinandersetzungen zwischen Demokratien andere Ursachen habe, als dass sie Demokratien sind. Insofern handele es sich um eine Scheinkorrelation. Der amerikanische Politikwissenschaftler Dan Reiter sieht gleichwohl starke Indizien dafür, dass Frieden und Demokratie sich gegenseitig begünstigen, räumt aber ein, dass eine solche wechselseitige Begünstigung ebenfalls für Demokratie und Wirtschaftsentwicklung sowie für Demokratie und Gleichberechtigung der Geschlechter besteht.

## Kritik an Demokratieschwächen und -defiziten
Kritik an Merkmalen und Erscheinungsformen der Demokratie wurde von teils namhafter Seite bereits in der Antike geübt. Für den Historiker Thukydides war Athen in der Ära des Perikles „dem Namen nach eine Demokratie, in Wirklichkeit aber eine Herrschaft des ersten Mannes“. In des Tragödiendichters Euripides Tragödie Die Schutzflehenden sagt der Herold aus Theben zu Theseus: „Die Stadt, aus der ich komme, wird nur von einem Mann regiert, nicht vom Mob; niemand scheucht dort die Bürger mit irreführenden Reden auf, und dirigiert sie zu seinem eigenen Vorteil hierhin und dahin.“
Die Kritik an mehr oder minder schwerwiegenden Mängeln gegenwärtiger demokratischer Systeme entzündet sich an diversen Erscheinungsformen und speist sich aus verschiedenen politischen Interessenlagen. Häufige Kritikaspekte betreffen eine Ungleichheit der Wähler- und Interessenrepräsentation, innergesellschaftliche Spaltungstendenzen, die demokratische Systeme destabilisieren, eine rückläufige Kultur demokratischer Auseinandersetzung oder eine nachlassende Wertschätzung demokratischer Errungenschaften. Kritische Einwände werden nicht nur von Politologen, Gesellschaftswissenschaftlern und Philosophen formuliert, sondern im ganzen Raum medialer Öffentlichkeiten.

### Repräsentationsmängel und Wahlrechtsbeschränkungen
Das Wahlrecht hängt nicht an der Zugehörigkeit zur realen Bevölkerung, sondern an der Staatsbürgerschaft. Ausländer, die die Staatsbürgerschaft nicht besitzen, dürfen sich üblicherweise nicht an demokratischen Wahlen des Landes beteiligen, in dem sie leben, weder passiv noch aktiv. Einige demokratische Staaten haben sehr hohe Quoten von nicht-Staatsbürgern, zum Beispiel Luxemburg 47,2 %, Schweiz 25,5 %, Österreich 17,1 %, Deutschland 12,7 % und Spanien 11,3 % (Stand 2021). In manchen Staaten steht auch Ausländern ein Ausländerwahlrecht zu, so sind in einigen Schweizer Kantonen und Gemeinden Ausländer stimmberechtigt. Auch dürfen EU-Bürger in EU-Staaten an politischen Wahlen auf kommunaler Ebene grundsätzlich teilnehmen. Bei Eingewanderten der ersten Generation war in der Schweiz im Jahr 2021 die Wahrscheinlichkeit, sich an Wahlen und Abstimmungen zu beteiligen, laut Daten der zum Participation Gap forschenden Politologin Anita Manatschal 10 bis 12 Prozent geringer als bei Wählern, welche mindestens in dritter Generation ansässig waren.
Das Wahlrecht als Bürgerrecht kann in etlichen Staaten aberkannt werden. So dürfen Strafgefangene in manchen US-Staaten nicht wählen.
Ein Kinderwahlrecht oder auch Familienwahlrecht von der Geburt an wurde schon im Deutschen Bundestag diskutiert. Im Jahr 2003 beantragten Abgeordnete mehrerer Fraktionen im Deutschen Bundestag „Mehr Demokratie wagen durch ein Wahlrecht von Geburt an“ (Bundestagsdrucksache 15/1544). Sie forderten, erfolglos, formal das Wahlrecht für Kinder, welches bis zu ihrer Volljährigkeit von den Eltern beziehungsweise den Sorgeberechtigten auszuüben sei. In den Gründen heißt es: „Wer Kindern und Jugendlichen das Wahlrecht grundsätzlich weiter vorenthält, stellt einerseits die prinzipielle Gleichheit der Staatsbürger in Frage und leistet andererseits einer Politik Vorschub, die zu einer Verlagerung von Lasten auf die nächste Generation tendiert“.

### „Parteienstaat“
Die parteienstaatliche Demokratie (in kritischer Absicht auch kurz: der „Parteienstaat“) hat eine strukturbildende Wirkung in der modernen westlichen Demokratie. Er wird gedeutet als Ergebnis eines unumkehrbaren Strukturwandels vom liberal-repräsentativen parlamentarischen System zur parteienstaatlichen Massendemokratie. Damit geht der Charakter der selbstständigen Willensbildung und Entscheidungsfindung im Parlament verloren. Die durch imperatives Mandat an ihre Parteien gebundenen („Fraktionsdisziplin“) Abgeordneten ratifizieren dort oft nur noch die bereits abseits der Öffentlichkeit in Ausschüssen oder Parteikonferenzen getroffenen Entscheidungen. Der Volks- oder Gemeinwille wird damit vor allem von den politischen Parteien geprägt. Aus dem Auf- und Ausbau des Parteienstaates erwachse „ein Kartell der Parteieliten“. Die so formierte „politische Klasse“ sei nur aus selbstsüchtigen Gründen, etwa zum fortgesetzten Genuss der eigenen Privilegien, an der Systemerhaltung interessiert. Manfred G. Schmidt relativiert solche Pauschalbeschreibungen der Parteienstaatstheorie: Es fehle an Differenzierung des höchst unterschiedlichen Parteieneinflusses in verschiedenen Ländern, Politikfeldern und Ebenen der Staatsorganisation. Hinsichtlich der staatlichen Parteienfinanzierung sowie der Alimentierung der Parlamentarier und Minister aus staatlichen Geldern hätten sich die politischen Parteien in Deutschland vergleichsweise „komfortabel eingerichtet“. In Österreich allerdings erweise sich der Parteienstaat, „bestärkt durch eingespielte Patronagepraxis, Koalitionsschacher und hohe Parteimitgliederdichte“, als besonders weit ausgebaut. In der Schweiz hingegen sei das Parteienstaatselement viel schwächer ausgebildet, mitbedingt durch die direktdemokratischen Elemente.

### Lobbyarbeit
Auf die Berücksichtigung pluraler Interessen ausgerichtete Demokratietypen stehen der Bildung von Interessenverbänden, die politische Anliegen in organisierter Form artikulieren, offen gegenüber. Wirtschafts- und Sozialverbände sind in diesem Sinne anerkannte Dialogpartner der politisch Verantwortlichen in Parlamenten und Regierungen. Kritisiert werden finanzielle Zuwendungen an Abgeordnete bis hin zu illegaler Korruption und Bestechung, die Vergabe oder das Vorenthalten von exklusiven Informationen sowie das personelle Eindringen und die Einflussnahme von Verbandsvertretern in Parteien, Parlamenten und Regierungen. Beklagt wird die Nichtbeachtung struktureller Vorteile der Machteliten bei der Durchsetzung ihrer Interessen und umgekehrt die Minder- oder Nichtberücksichtigung der Interessen von Minderprivilegierten und Unorganisierten.
Neuerdings werden die USA in der Politikanalyse, so A. C. Grayling, mitunter eher als Timokratie der Millionäre angesehen, in der Milliarden für Lobbying, politisches Gerangel und „Gerrymandering“ (politische Trickserei um die Größe von Wahlbezirken) ausgegeben werden. Beklagt wird beispielsweise auch, dass eine Entscheidung des Obersten Gerichtshofes es Milliardären gestattet, Wahlkämpfe auf allen Ebenen unbegrenzt finanziell zu unterstützen; politische Ämter werden gekauft und verkauft „wie ein Paar Socken“.

### Strukturell bedingte Kurzfristigkeit politischer Planung
Modernen Demokratien wird auch mangelnde planerische Vorausschau nachgesagt, was auf die Taktung der Legislaturperioden zurückzuführen ist, die für Mandatsträger zeitlich begrenzte Wirkenshorizonte vorgeben, nach denen sie sich um eine Wiederwahl bewerben müssen. Speziell kritisiert wird der Umgang mit ökologischen Problemen langfristiger Art. Entscheidungen, die anfangs Umstellungsprobleme bereiten und sich erst auf mittlere oder lange Sicht auszahlen, würden deshalb meist nicht getroffen.
Gemäß der Neuen Politischen Ökonomie ist Demokratie als ein Markt zu verstehen, in dem die Parteien in ihrer Nachfrage nach Wählerstimmen verschiedene Angebote machen, aus denen die Wähler rational kalkulierend das den eigenen Präferenzen Entsprechende auswählen. Der „Volkswille“ ist in diesem Modell, wie Joseph Schumpeter schrieb, „das Erzeugnis und nicht die Triebkraft des politischen Prozesses“. Um möglichst viele Wählerstimmen zu akkumulieren, überbieten sich die Anbieter mit Versprechungen, die sie nicht halten können, was wiederum die eigene und die Legitimität des demokratischen Systems untergräbt. Außerdem neigen sie dazu, Lasten ob nun finanzieller oder ökologischer Natur, auf die Zukunft abzuwälzen und, wie es bereits bei Tocqueville hieß, vorrangig „die Bedürfnisse des Augenblicks“ zu befriedigen. Dieses rationale, aber kurzsichtige Verhalten lasse, wie Manfred G. Schmidt schreibt, „an der Zukunftsverantwortlichkeit der Demokratie zweifeln“. Dies gelte auch, wenn die besten Demokratiesysteme dabei besser abschnitten als Autokratien.

### Folgewirkungen des Mehrheitsprinzips
Mehrheitsentscheidungen können zur Benachteiligung von Individuen führen, die der Mehrheit nicht angehören. Alexis de Tocqueville sprach in diesem Zusammenhang von „Diktatur der Mehrheit“. Er verwies auf das der Demokratie innewohnende Risiko, sich in Richtung Mediokratie zu entwickeln, weil der Mehrheit „eine unsichtbare Form von Despotismus“ eigne, die den individuellen Willen aufweiche: „Die Volksmehrheit umschließt ‚Denken‘ in einer furchterregenden Umzäunung. Ein Schriftsteller ist frei, solange er sich innerhalb dieses Rahmens bewegt, aber wehe dem Mann, der ihn verlässt, nicht dass er Anklagen fürchten müsste, aber er muss gewärtig sein, im Alltag mit allen Formen von Unannehmlichkeiten verfolgt zu werden. Eine Karriere in der Politik ist ihm verschlossen, denn er hat jene einzige Macht beleidigt, die dafür die Schlüssel in Händen hält“. Von der Unvermeidbarkeit der Demokratie war Tocqueville gleichwohl überzeugt; folglich solle man die Menschen dazu fähig machen. Denn Demokratie sei der Welt „zum Schicksal geworden“ („un fait providentiel“).
Die Legitimität des Mehrheitsprinzips setzt, so Zippelius, voraus, dass die Menschenwürde, einschließlich der demokratischen Mitwirkungsrechte, und die Grundrechte der Minderheiten gewahrt bleiben.

### Vermeintlich irrationale und ignorante Wähler
Ökonomen haben die Effizienz der Demokratie zuweilen kritisiert. Die Kritik basiert auf der Annahme des ignoranten bzw. irrationalen Wählers. Argumentiert wird, dass Wähler bezüglich vieler politischer Themen, insbesondere ökonomischer, schlecht informiert seien und auch in ihnen besser bekannten Feldern systematischen Verzerrungen unterlägen. Joseph Schumpeter urteilte diesbezüglich: „So fällt der typische Bürger auf eine tiefere Stufe der gedanklichen Leistung, sobald er das politische Gebiet betritt. Er argumentiert und analysiert auf eine Art und Weise, die er innerhalb der Sphäre seiner wirklichen Interessen bereitwillig als infantil anerkennen würde.“
Thesen zur Verlässlichkeit der Aussagekraft unqualifizierter Wähler waren bereits im 18. Jahrhundert bezweifelt worden: Condorcet der französische Philosoph und Mathematiker, wurde mit seinen Bemühungen um Methoden der Volksabstimmung und deren Aussagekraft zum Vater der „Sozialwahl -Theorie“. Sein „Jury-Theorem“ befasste sich mit der mathematischen Untersuchung der Beobachtung, dass eine Gruppe von Leuten – allerdings nur unter bestimmten Einschränkungen – durch Abstimmen die richtige Antwort auf eine Frage finden kann, obwohl die Einzelnen die Antwort gar nicht wissen. (Siehe auch: Condorcet-Paradoxon)
Bezüglich Ursachen und Folgen der Ignoranz von Wählern prägte Anthony Downs 1957 die Idee der Rationalen Ignoranz. In seinem Modell wägen Wähler die Kosten und den Nutzen der politischen Informationsbeschaffung und Wahlbeteiligung ab, was wegen vermeintlich fehlenden individuellen Einflusses auf das Gesamtergebnis zu irrationalen politischen Entscheidungen oder auch zum Nichtwählen führe. Der Ökonom Donald Wittman (1997) argumentierte dagegen, dass Demokratie effizient sei, solange Wähler rational, Wahlen wettbewerblich, und politische Transaktionskosten gering seien. Mangelnde Information führe nicht zu Verzerrungen, da sich unter der Prämisse des rationalen Wählers Fehler im Durchschnitt ausglichen.
Zur Stärkung rationaler demokratischer Partizipationsbereitschaft gibt es seitens Bryan Caplan den Ansatz, mehr Entscheidungen aus der öffentlichen in die private Sphäre zu verlagern. Robin Hanson schlägt eine Futarchie vor, in der mehr Entscheidungen auf Prognosemärkten getroffen werden. Der Philosoph Jason Brennan befürwortet eine moderate Epistokratie, in der das Wahlrecht ausreichend kompetenten Bürgern vorbehalten wird. Der Berliner Publizist Florian Felix Weyh schlägt in seinem Buch Die letzte Wahl eine Demarchie vor in der die Entscheidungsträger nicht mehr durch Wahlen, sondern per Losverfahren bestimmt werden. Ähnliche Vorschläge stammen von Burkhard Wehner und Hubertus Buchstein.

### Philosophische Kritik und Würdigung
Demokratie-Kritik von philosophischer Seite setzte bei Platon ein, und zwar bezogen auf die Attische Demokratie im antiken Griechenland. Davon zu unterscheiden ist Demokratiekritik von neuzeitlichen Philosophen, wo sie sich auf moderne Demokratietypen bezieht. Nicht selten werden aber kritische Betrachtungen zur antiken Demokratie als Argumente zur Einschätzung auch neuerer Demokratieformen herangezogen.

#### Urteile über die antike Demokratie
Platons Haltung zur Demokratie war angelegt in seiner Rolle als Schüler des Sokrates, dem in der Attischen Demokratie der Prozess gemacht und das Todesurteil gesprochen wurde. In der Demokratie, so zitiert der Politologe Grayling Platon, „fordert und beansprucht … jedermann Freiheit und das Recht Gesetze zu machen und zu brechen und … dies bedeutet alsbald Anarchie, denn Freiheit ist nicht einfach nur Freiheit, sondern Erlaubnis der Zügellosigkeit“*S. 17. Platons Kritik an der Demokratie beinhaltet auch einen systembedingt zwingenden Selektionsprozess für unqualifizierte Politiker, meint Tom Christiano, und schreibt: „Jene, die nur Experten für Wahlsiege sind und sonst nichts, werden letztlich die demokratische Politik dominieren. Demokratie neigt dazu, diese Form von Expertise auf Kosten jener zu fördern, die für eine adäquate politische Führung erforderlich ist“.*
Der Philosoph Bertrand Russell interpretierte das System des antiken Athen eher als Oligarchie, und relativierte die Bedeutung von deren Wahlrecht.S. 81 Russell meinte, Demokratie habe stets nur davon leben können, dass versklavte Volksgruppen in ihrer Umgebung den Großteil der lebenserhaltenden Arbeit für sie erledigen mussten, und zog Parallelen zur britischen Vergangenheit: „Die Zeit des Perikles entspricht in der Geschichte Athens der viktorianischen Zeit in der englischen Geschichte. Damals war Athen reich und mächtig, hatte wenig unter Kriegen zu leiden und besaß eine demokratische Verfassung, die die Aristokraten verwalteten“S. 96 und weiter: „Bis zum Sturz des Perikles brachten die Fortschritte der Demokratie einen Machtzuwachs für die Aristokratie mit sich, wie in England während des neunzehnten Jahrhunderts.“S. 82

#### Einschätzungen zu modernen Demokratieformen
Für Karl Popper als Begründer des Kritischen Rationalismus ging es bei demokratischen Grundlagen nicht so sehr um Herrschaftslegitimation und Volkssouveränität, sondern um eine wirksame Machtbegrenzung und Kontrolle von Regierungen durch eine Gewaltenteilung und die Absetzbarkeit als Folge einer Abwahl der Regierenden. Die Volkssouveränität in Form der Mehrheitsherrschaft sah er eingeschränkt durch die Pflicht zum Minderheitenschutz. Die Theorie der Mehrheitsherrschaft müsse durch die Theorie der Entlassungsgewalt der Mehrheit ersetzt werden. Für Popper ergab sich als Konsequenz, die Überlegenheit des Mehrheitswahlrechts und der Zweiparteiendemokratie gegenüber dem Verhältniswahlrecht und der Mehrparteiendemokratie – während die Souveränitäts- und Legitimationstheorien üblicherweise zu der entgegengesetzten Ansicht neigen. In seinem Buch Die offene Gesellschaft und ihre Feinde hatte Popper sich bereits ausdrücklich gegen einen allumfassenden Toleranzbegriff gewandt: „Wir müssten eigentlich im Namen der Toleranz […] das Recht fordern, Intoleranz nicht zu tolerieren. Wir müssten verlangen, dass jegliche Bewegung, die Intoleranz predigt, sich außerhalb des Gesetzes stellt, und wir müssten die Anstiftung zur Intoleranz als kriminell verfolgen, auf die gleiche Weise wie Anstiftung zum Mord, zu Entführung oder zur Wiedereinführung des Sklavenhandels.“
Der deutsch-amerikanische Polit-Philosoph und Soziologe Herbert Marcuse schrieb Mitte der 1970er Jahre ernüchtert: „Die regressive Entwicklung der bürgerlichen Demokratie, der von ihr selbst vollzogene Übergang in einen Polizei- und Kriegsstaat, muß im Rahmen der globalen US-Politik erörtert werden“., S. 146 „Die konturlosen Massen, die heute die Grundlage der US-amerikanischen Demokratie bilden, sind die Vorboten ihrer konservativ-reaktionären wo nicht gar neo-faschistischen Tendenzen. … In freien Wahlen mit allgemeinem Wahlrecht hat das Volk … eine kriegführende Regierung gewählt, die seit langen Jahren einen Krieg führt, der eine einzige Reihe beispielloser Verbrechen gegen die Menschlichkeit darstellt – eine Regierung von Repräsentanten der Großkonzerne …, eine von Korruption durchsetzte Regierung“., S. 150 Als Erklärung für diese Entwicklung führt Marcuse die Zunahme des Wohlstands an. Und weiter: „Das Schauspiel der Wiederwahl von Nixon ist der albtraumhafte Inbegriff der Epoche, in der die Transformation der bürgerlichen Demokratie in den Neofaschismus stattfindet …“., S. 152 „Indem das US-amerikanische System das sinnlich wahrnehmbare >Image<, den >Sex-appeal< einer politischen Führungspersönlichkeit so hervorhebt, beherrscht es auf furchtbar effiziente Weise die Tiefendimension befriedigender Selbstunterwerfung …“. Marcuses nächster Satz, geschrieben 1973, entspricht nahezu einem Kommentar zur Situation in den USA der Jahre seit 2017: „Übrigens scheint sich der Charakter des >Image< in Übereinstimmung mit der zunehmenden Häßlichkeit des Systems, mit seiner Brutalität, mit der Ersetzung der Heuchelei durch offene Lügen und Täuschungen, zu verändern. Der Präsident kann als Boß dieses gigantischen Konzerns, zu dem die Nation geworden ist, jetzt äußerst häßlich sein, muß inzwischen keinen Charme und Sex appeal mehr besitzen, sondern vor allem Tüchtigkeit und Geschäftssinn“., S. 154
Julian Nida-Rümelin verbindet Demokratie mit einer „Kultur des öffentlichen Vernunftgebrauchs“, die er derzeit als gefährdet ansieht. Ähnlich an eine „Hochkultur der Vernunft“ gekoppelt, betrachtet Axel Montenbruck die „politische Demokratie“, die mit dem „Grundprinzip einer politischen Dialektik“ zwischen den Extremen einhergehe. Einzubeziehen sei nunmehr auch die „Vernunft der Natur“.
Otfried Höffe problematisiert die Gegenwartsbezogenheit bzw. -fixiertheit von Demokratien wegen eines zweifach begrenzten Zeithorizonts: In der Tagespolitik bestehe Abhängigkeit von Meinungsumfragen, von innen- und außenpolitischen Kompromissen und von den immer wieder anstehenden Wahlterminen. Hinzu komme die oft relativ kurze Verweildauer von Mandatsträgern und politisch Verantwortlichen in einflussreichen Positionen und die Schwierigkeit, Zukunftsbelange angemessen zur Geltung zu bringen. Immerhin lasse die zur Bürgergesellschaft offene Demokratie dem Bürgerengagement freien Raum mit der Folge, dass die Sensibilität für Umweltschutz und Generationengerechtigkeit in vielen Demokratien stark gewachsen sei. Demokratien besitzen laut Höffe Ressourcen, über die andere politische Systeme nicht oder nicht in gleichem Ausmaß verfügen: „Die aufgeklärt liberale, darüber hinaus partizipative Demokratie erfreut sich eines Legitimitäts-, eines Wissens- und eines Wirtschaftsvorsprungs sowie zusätzlich eines kritischen Lernvorsprungs, der die fraglos noch bestehenden Defizite an Zukunftsfähigkeit inskünftig noch stärker ausgleichen könnte.“

## Demokratie-Gefährdungslagen
Sartori betont in dem Fazit, mit dem er seine demokratietheoretischen Untersuchungen abschließt, dass Demokratie nicht für selbstverständlich zu halten sei. Laut Edmund Burke wachse die Sklaverei auf jedem Boden. Die Freiheit, so Sartori, könne man immer verlieren. „Sie ist eine Pflanze, die Pflege braucht.“
Demokratietypen und demokratische Systeme sind nicht nur gemäß diversen Kriterien qualitativ messbar und von Kritik begleitet, sondern auch Veränderungen ausgesetzt, die ihre demokratische Grundstruktur gefährden oder beseitigen können. Vor allem die Abwendung größerer Teile der jeweiligen Bürgerschaft von demokratischen Werten, Verfahren und Einrichtungen wird zur Bedrohung eines demokratischen Systems im Ganzen und kann eine Transformation zu demokratiewidrigen Herrschaftsformen bewirken. Wichtige Gründe für nachlassende oder fehlende Identifikationsbereitschaft mit demokratischen Strukturen können in der Abgehobenheit politischer Entscheidungsprozesse und der daran Beteiligten sowie in gesellschaftlichen Desintegrations- und Spaltungstendenzen liegen, die den Vorreitern und Nutznießern populistischer Stimmungsmache den Boden bereiten.

### Abgehobenheit politischer Entscheidungen und Diskurse
Der Eindruck unzureichender Beteiligung an politischen Entscheidungen und fehlender eigener Interessenberücksichtigung kann in einer Mehr-Ebenen-Demokratie, bestehend aus Kommunen, Bundesländern, Gesamtstaat, Europäischer Union und weiteren internationalen Vertragspartnern, leicht entstehen bzw. erweckt werden. Die jeweiligen Verantwortlichkeiten für die Ergebnisse politischen Handelns erscheinen in einem so gearteten Rahmen vielen kaum mehr erkennbar und damit auch nicht zurechenbar und kontrollierbar. Dabei wird der demokratische Prozess von Strukturen transnationalen Regierens überlagert, denen es bei kritischer Betrachtung an hinreichender demokratischer Legitimation fehlt. An den im nationalstaatlichen Rahmen allein nicht mehr handhabbaren Problemen wirken unter anderem internationale Institutionen mit, beispielsweise beim Seerechtsübereinkommen. Auf internationalen Konferenzen werden Diskussionsforen gebildet und können Vereinbarungen beschlossen werden, die nach der Ratifikation durch die Teilnehmerstaaten internationales Recht darstellen. Von besonderer Bedeutung sind die regelmäßig tagenden Organe und Unterorganisationen der Vereinten Nationen. Politisches Handeln entfernt sich dergestalt von der nationalstaatlichen Ebene und ist laut Frevel und Voelzke einer „immensen Problem- und Akteurskomplexität“ ausgesetzt, die erhebliche Herausforderungen für die Demokratie mit sich bringe.
Als Ermöglichungsraum für politische Konflikte, die sich fortlaufend wandeln und auch fallweise überschneiden, sieht Salzborn den demokratischen Staat. Das Kernübel einer gesellschaftlichen Entpolitisierung verbindet er mit dem Gestaltungsanspruch und Begriff der „Alternativlosigkeit“. Damit werde signalisiert, dass Entscheidungen nicht mehr im Konflikt erstritten, sondern mit einem allgemeinwohldienlichen Alleinvertretungsanspruch als „alternativlos“ durchgesetzt würden, obwohl sie tatsächlich Partikularinteressen entsprächen.

### Gesellschaftliche Spaltung
Als Antriebsfaktoren für demokratiegefährdende gesellschaftliche Spaltungsprozesse gelten vor allem unzureichend berücksichtigte und bearbeitete soziale Konfliktlagen, wie sie sich zum Beispiel aus einer fortschreitenden Diskrepanz der Einkommens- und Vermögensverteilung zwischen reichen und ärmeren gesellschaftlichen Schichten ergeben oder aus Integrationsdefiziten bei großen Zuwandererpopulationen sowie den daraus sich ergebenden Spannungen mit der aufnehmenden Gesellschaft. Die Zuspitzung derartiger gesellschaftlicher Konflikte begünstigt Wirksamkeit und Erfolg populistischer Politikansätze.

#### Von Eliten dominierte Politik und wachsende Kluft zwischen Armut und Reichtum
Als eine weitere Gefährdung von Demokratie betrachtet Salzborn eine durch die „Ökonomisierung des Politischen“ sich ergebende „Elitisierung“ von Politik. Entscheidungsprozesse würden in einen Raum verlagert, in dem nicht-legitimierte Marktakteure Macht ausübten. Dabei spitze sich eine Entwicklung zu, die in der Demokratie-Entstehung selbst angelegt sei, indem die sich ausbildende bürgerliche Gesellschaft zur Absicherung ihrer Produktions- und Handelsfreiheit der Garantie einer legitimierten Zentralgewalt und Rechtsordnung bedurfte. Werde aber der Gestaltungsraum des Politischen schrittweise aufgehoben und gerieten öffentliche Aufgaben zu privaten, so verschwinde „im Modus der Elitisierung“ die Wahrnehmung sozialer Ungleichheit, die dann scheinbar zum Privatproblem werde.
Die Finanzkrisen seit 2008, so Vorländer, hätten laut Kritikern gezeigt, dass global agierende Investoren – einerseits Banken und Unternehmen, andererseits supranationale Institutionen wie die Weltbank oder die Welthandelsorganisation – die Welt regierten und dass an die Stelle der Demokratie „die Herrschaft der freien, deregulierten Märkte getreten ist.“ Die Globalisierung führe zu sozialen und ökonomischen Verwerfungen, habe eine wachsende Schere zwischen Arm und Reich zur Folge und schaffe Verlierer, die im politischen System nicht mehr gehört würden.
Am Beispiel der USA beklagt Michael J. Sandel ein in den Bildungs- und Wirtschaftseliten vorherrschendes Ideologem, dem zufolge die eigene Vermögenslage und gesellschaftliche Stellung allein auf eigenem Verdienst beruhten, während sie tatsächlich von ungleichen Startchancen, biographischen und marktbedingten Zufällen sowie den dominierenden Deutungsmustern von gesellschaftlich wertvoller Arbeit mitbestimmt seien. Für Sandel käme es zur Überwindung der daraus resultierenden Geringschätzung von akademisch Minderqualifizierten und deren resignativer Verbitterung darauf an, ihr Selbstwertgefühl durch Wertschätzung ihrer gesellschaftlichen Teilhabe und ihrer Arbeitsleistung für das Gemeinwohl zu heben und die nötigen politischen Vorkehrungen zu treffen, damit jede Arbeitsleistung für das Gemeinwesen angemessen gewürdigt wird.
Ein in gesellschaftlichen Mittel- und Unterschichten verbreitetes Gefühl, dass die Eliten es sich in einer Parallelgesellschaft „dort oben“ auf Kosten der Minderprivilegierten mit allerlei halblegalen und illegalen Machenschaften gut gehen lassen, wurden in der jüngeren Vergangenheit immer wieder befeuert: auf internationaler Ebene etwa durch die Bekanntmachung der Panama Papers und der Paradise Papers, in Deutschland unter anderem durch die Offenlegung von Cum-Ex-Geschäften. Der Soziologe Michael Hartmann sieht im Vorgehen der EU-Kommission gegen unerlaubte Finanzbeihilfen von Ländern wie Luxemburg und Irland für international agierende Großkonzerne wie Facebook, IKEA oder Google LLC nötige Ansätze einer Neuorientierung, die auch in der Besteuerung der jeweiligen nationalen Unternehmen und Bürger zur Geltung gebracht werden müssten. „Nur wenn es gelingt, realistische und durchsetzbare Alternativen zur neoliberalen Politik der letzten Jahrzehnte aufzuzeigen, kann man zum einen dem Rechtspopulismus mit seiner simplen Gegenüberstellung von Volk und Elite den Wind aus den Segeln nehmen, zum anderen zumindest einen Teil derjenigen wieder vom Sinn politischen Engagements überzeugen, die von der Politik enttäuscht sind und ihr ganz generell den Rücken gekehrt haben.“

#### Integrationsprobleme und migrantische Parallelgesellschaften
Pluralistische, offene Bürgerkulturen, von denen Demokratien lebten, könnten durch allzu heterogene, nicht mehr integrierbare Teilkulturen in ihrer Existenz gefährdet werden, heißt es bei Vorländer. Eine Herausforderung neuerer Art stellten multikulturelle Einwanderergesellschaften dar, „in denen sich unterschiedliche, segmentierte Teilkulturen über sprachliche, kulturelle, religiöse, ethnische oder regionale Merkmale ausbilden. Wenn diese Teilkulturen starke eigene Identitäten erzeugen, sich von anderen Teilkulturen abgrenzen und Forderungen auf Anerkennung ihrer Differenz in den politischen Raum einbringen, stehen Demokratien vor erheblichen Belastungsproben.“
In ethnopolitischen Konflikten sieht Salzborn die Gefahr der „Essentialisierung“ des Sozialen mit der Gefahr, „dass auf allen gesellschaftlichen und politischen Ebenen kulturalisierte Parallelstrukturen geschaffen werden, die zu einer sozialen Segmentierung innerhalb von Gesellschaft führen.“ Politische und soziale Missstände würden dabei nicht mehr als solche wahrgenommen und deren Ursachen stattdessen in ethnischen, kulturellen oder geschlechtlichen Differenzen gesucht. Bei solcher Essentialisierung handle es sich um eine Variante der Entpolitisierung, die aber eigene Dynamiken der Entdemokratisierung hervorbringe.

#### Wachsender Populismus
In der jüngsten Vergangenheit zeigt sich ein Anwachsen populistischer Bewegungen auch in bereits länger bestehenden demokratischen Systemen. Vor allem rechtspopulistische Parteien treten in Europa zunehmend stärker hervor und haben ihre Stimmenanteile bei Wahlen binnen zehn Jahren nahezu verdreifacht. Mit ihren teils aggressiv formulierten migrationskritischen, fremden- und islamfeindlichen Positionen haben sie, so Vorländer, zu einer „starken gesellschaftlichen Polarisierung beigetragen, die die liberalen Demokratien erheblich unter Druck setzen.“ Während es in der repräsentativen Demokratie darum gehe, tragfähige Kompromisse angesichts der Vielfalt kultureller, sozialer, wirtschaftlicher und politischer Interessen auszuhandeln, handle es sich aus populistischer Sicht bei Diversität und Konfliktmanagement um Hindernisse bei der Durchsetzung des „unverfälschten“ Volkswillens. „In letzter Konsequenz untergraben Populismen dann die Institutionen und schwächen das Vertrauen in die repräsentative Demokratie.“
Echte oder vermeintliche Modernisierungsverlierer bilden laut Frevel und Voelzke oft den Resonanzkörper für Populismus. Dessen funktionale Rolle besteht für Salzborn darin, ein politisches Alternativmodell anzubieten, das zentrale Elemente des Demokratischen aufhebt: den politischen Pluralismus, die gesellschaftliche Heterogenität und die konflikthaften Interessenstrukturen. Rechtspopulistischen Parteien gehe es gar nicht um den realen Willen des Volkes, sondern „um den unterstellten (und erlogenen) Volkswillen“, letztlich um das, was Rechte zum Volkswillen erklären: „ihre eigene völkische Weltsicht.“

### Politik-Beschleunigung und -Manipulation im Internet-Zeitalter
Das Internet erzeugt laut Salzborn durch scheinbare Echtzeithandlungen eine Beschleunigung der Politik, bei der nicht intensiv diskutiert und abgewogen, sondern schnell entschieden werde. Der Verstand rücke zugunsten des Affekts in den Hintergrund; Empörung präge die politischen Debatten und degradiere sie zu emotionalen Bekenntnissen. Salzborn konstatiert, Reinhard Mohr zitierend, eine tiefgreifende Veränderung der politischen Prozesse. „Die Halbwertzeit von Überzeugungen, Stimmungen, politischen Konstellationen reduziert sich stündlich.“ Die Gefahr für die Demokratie bestehe einerseits darin, dass Scheinwissen zu sachlich falschen Entscheidungen führen könne und zudem darin, dass „in einem fortwährend beschleunigten emotionalen Prozess“ die Abwägung von konkurrierenden Interessen und der Dialog über unterschiedliche Positionen nicht mehr möglich sei. „Damit wird demokratische Politik durch affektive Meinungsmache ersetzt.“ Eine neue Form der Bedrohung demokratisch-fairer Wahlkämpfe und Wahlausgänge liegt in der zielgerichteten, massenhaften Streuung von Fake News.
In den sozialen Medien gibt es Gruppen und Netzwerke, die sich über Politik und politisches Personal oft anonym in verächtlichtlicher Weise äußern und andere Individuen und Gruppen mit Hass und Hetze überziehen. Solche Gruppierungen bilden intern Filterblasen, in denen bestimmte Meinungen und Vorstellungen sich verfestigen und als alleinige Wahrheiten gelten. Auf diese Weise bilden sich viele Teilöffentlichkeiten, die kaum mehr wechselseitig ins Gespräch kommen und deshalb in politischen Meinungs- und Entscheidungsprozessen schwerlich zusammengeführt werden können. Während digitale soziale Netzwerke einerseits Chancen zu schneller und wirksamer Mobilisierung von Bürgerinnen und Bürgern bieten, können Blogs und Tweets andererseits demagogisch wirken. Social Bots gefährden unter Umständen den öffentlichen Meinungsbildungsprozess und verfälschen gegebenenfalls die Legitimität demokratischer Wahlverfahren. Diese gefährlichen zivilgesellschaftlichen Folgen des Missbrauchs sozialer Medien würden unterdessen erkannt, so Michael J. Sandel. Weniger offensichtlich sei die Zersetzung der individuellen Aufmerksamkeitsspanne. „Wenn man unsere Aufmerksamkeit in Beschlag nimmt, unsere persönlichen Daten abgreift und sie an Werbefirmen verkauft, dann bedroht das nicht nur unsere Privatsphäre; es untergräbt auch die geduldige, aufmerksame Einstellung gegenüber der Welt, die für demokratische Beratungen notwendig ist.“
Da in sozialen Medien kurze, prägnante, negative Botschaften besondere Aufmerksamkeit erregten, so Henrik Müller, sei es leicht geworden, Geplantes zu verhindern, aber sehr schwer, Politik zu gestalten. Netzaktivisten schöpften aus dem gleichen Potenzial wie populistische Politiker: „Negativismus, Vereinfachung, Feindbildzentrierung, Underdog-Perspektive – und alles mit einprägsamen Bildern garniert.“ Für Müller handelt es sich dabei um charakteristische Merkmale eines Populismus von unten. Der öffentliche Diskurs im Social-Media-Zeitalter sei „durchzogen von Polarisierungen, Herdentrieben und erratischen Wenden“. Konsens und Kompromiss kämen kaum mehr zum Tragen. Individuen wie auch ganze Gesellschaften würden emotionalisiert und auf Wut konditioniert. Das Abhandenkommen des Respekts vor der Wahrheit und eines Austauschs von Argumenten werfe aber die Frage auf, wie eine auf geordnete Kommunikationsräume angewiesene Demokratie und eine freiheitliche Gesellschaftsordnung aufrechtzuerhalten seien.
Ein eigenes Demokratiegefährdungspotenzial sieht Marcus S. Kleiner in den Streaming-Diensten und ihrer gesellschaftlichen Wirkung. Kleiner verweist auf die viel zitierte Formel Neil Postmans „Wir amüsieren uns zu Tode“, die Postman 1985 gegen das allein auf Zuschauerunterhaltung zielende US-Fernsehen gemünzt hatte. Demnach war das auf Buchlektüre, Dialog und Diskussion gegründete „Zeitalter der Erörterung“ seinerzeit abgelöst worden durch ein „Zeitalter des Showbusiness“. Auf einem „selbstbestimmten Weg in die Entmündigung“ sieht Kleiner heutzutage die Nutzer der Streaming-Dienste. Aus der lückenlosen Überwachung der individuellen Streaming-Aktivitäten ergebe sich ein Empfehlungsmanagement, bei dem die Streaming-Dienste „für uns entscheiden, was uns gefällt“. Ergebnis dieser Überwachung sei ein personalisiertes Streaming-Angebot, das Nutzerin und Nutzer nur noch um sich selbst kreisen lasse und deren Blick auf die Welt verenge. „Ein ungehinderter und unregulierter Streaming-Kapitalismus produziert Konsumnarren.“ Die bislang hauptsächlich auf Google LLC und Facebook gerichtete Kritik am digitalen Überwachungskapitalismus sei nicht minder auf die On-Demand-Streaming-Dienste zu beziehen. Kleiner zitiert den US-Soziologen Richard Sennett, der einen „Konsumenten-Zuschauer-Bürger“ beschreibt, der seine Freiheit eintausche gegen Konsum und digitale Komfortzonen.

### Postdemokratie
Im Anschluss an eine Begriffsbildung von Jacques Rancière aus dem Jahr 2002 kritisieren Colin Crouch und andere Sozialwissenschaftler, dass der neoliberale Umbau der westlichen Gesellschaften die dort eigentlich herrschende Demokratie ausgehöhlt und in eine bloße „Postdemokratie“ verwandelt habe: Zwar würden weiterhin Wahlen abgehalten, auch seien andere formale Demokratiemerkmale vorhanden, doch sei es dem Volk als eigentlichem Souverän nicht mehr möglich, wesentlich auf die Sozial- und Wirtschaftsordnung Einfluss zu nehmen. Die „sozialstaatlichen Bürgerdemokratie“ sei von einer „marktkonformen Fassadendemokratie“ abgelöst worden, in der die eigentliche Macht bei einem Milieu nach unten abgeschotteter globaler Eliten liege, das sich nahezu ausschließlich aus sich selbst reproduziere. Der öffentliche Diskurs sei entpolitisiert, Entscheidungen würden nicht mehr in Form mehrerer vorgeschlagener Optionen zur Diskussion gestellt, sondern als alternativlos bzw. als oft ökonomisch begründete Sachzwänge hingestellt.

### International schwankendes Demokratie-Erscheinungsbild
Ein Bild von Demokratie in Gefahr zeichnet Vanessa A. Boese in vergleichender Betrachtung der jüngeren politischen Entwicklungen auf internationaler Ebene. Die Erosion demokratischer Normen, die zunehmende Macht der Exekutiven sowie abnehmende Medienfreiheit seien weltweite Symptome einer dritten Welle der Autokratisierung.
In geschlossene Autokratien üben ein Einzelner oder eine Gruppe unkontrolliert
Macht aus: Dabei handle es sich also um klassische Diktaturen. Eine elektorale Autokratie enthalte im Gegensatz dazu teilweise demokratische Elemente. Beispielsweise gebe es in solchen Ländern zwar laut Gesetz Wahlen, diese seien aber in der Realität weder frei noch fair. (Als „fair“ werden Wahlen unter anderem dann bezeichnet, wenn sich alle Parteien in einem fairen Wettbewerb miteinander befinden und politische Wettbewerber nicht systematisch von den Amtsinhabern bedroht oder sogar de facto an einer Wahlteilnahme gehindert werden.) Die beiden demokratischen Regierungsformen gemäß Schema zeichneten sich ihrerseits durch Wahlen aus, in denen mehr als eine Partei frei und fair gewählt werden könne. Im Falle der elektoralen Demokratien seien jedoch erhebliche Qualitätsabstriche gegenüber liberalen Demokratien zu machen: Zwar gebe es in elektoralen Demokratien auch freie und faire Wahlen; doch sei beispielsweise die Gewaltenteilung nicht vollständig ausgeprägt, sodass etwa das Staatsoberhaupt nur einer schwachen oder gar keiner Kontrolle durch die Judikative oder das Parlament unterliege.
Besorgniserregend findet Boese, dass sich die Anzahl der Länder (und damit auch der Bevölkerungsanteil) in den beiden mittleren Kategorien – der elektoralen Autokratie und der elektoralen Demokratie – seit Ende des Kalten Krieges stetig vergrößert hat. Empirisch unterlegt sei, dass die Länder zwischen harter Autokratie auf der einen und konsolidierter Demokratie auf der anderen Seite anfälliger für politische Instabilitäten und gesellschaftliche Konflikte seien. Ihre häufig relativ junge institutionelle Basis befinde sich in fortlaufenden Wandlungsprozessen, „was sie anfälliger für politische Destabilisierung macht.“
Dennoch ist nach Boeses Auffassung die Demokratie die beste Option zur Anpassung an die aktuellen Herausforderungen. Mit ihr ständen friedliche Mechanismen zur Verfügung, „um Konflikte zu lösen, Machtwechsel zu organisieren, marginalisierte Gruppen zu integrieren und die Macht destruktiver Autokraten zu begrenzen.“

### Globalisierungseinflüsse und Reflexionen über eine globale Demokratie
Ein tiefgreifender wirtschaftspolitischer Umschwung mit destabilisierenden Folgen für die Demokratisierungssysteme wurde aus der Sicht von Christian Lammert und Boris Vormann in den 1980er und 1990er Jahren beiderseits des Atlantiks bewirkt. Mit dem Ziel der Inflationsbekämpfung und Preisstabilisierung seien sozialstaatliche Programme gekürzt, die „Schleusen des internationalen Handels“ geöffnet und die Finanzmärkte liberalisiert worden. Damit seien Unternehmen in die Lage versetzt worden, über die Grenzen des Nationalstaats und der nationalen Rechenschaftspflicht hinauszuwachsen. „Der Kompromiss zwischen Staat, Kapital und Arbeitern, auf dem noch die großen Versprechen der Nachkriegszeit auf wirtschaftlichen Aufstieg und Wohlstand fußten, wurde aufgebrochen.“ Mit dem Übergreifen der US-Bankenkrise 2008 auf die „maßlos überhebelten Finanzhäuser“ in Europa, so die beiden Politikwissenschaftler, wurde aus der schleichenden eine galoppierende Krise, „die den Kontinent entlang nationalstaatlicher Grenzen spaltete und die Bevölkerungen und staatlichen Akteure aufwiegelte.“ Dazu seien 2015 noch die Flüchtlingsströme aus Syrien und Nordafrika gekommen und hätten zur Folge gehabt, dass die Kritik am Wirtschaftsliberalismus in eine Kritik an den politischen Werten der liberalen Demokratie umgeschlagen sei. „Plötzlich war der Multikulturalismus das Übel für alle gesellschaftlichen Ungerechtigkeiten.“
Für Lammert und Vormann folgt aus den genannten Krisenerscheinungen, dass angesichts der globalen Integration von Märkten im 21. Jahrhundert ein neuer sozialer Pakt zur Demokratiestabilisierung aufgelegt werden muss, der für eine gerechtere Verteilung der Gewinne aus der Globalisierung sorgt. Dafür benötigt werde eine neue politische Institutionenlandschaft, angepasst an die Bedingungen globaler Produktions- und Konsumptionsnetzwerke. Für Michael J. Sandel kann die zur Auseinandersetzung mit den globalen Marktkräften notwendige Macht nur mit einer Herrschaft einhergehen, die Souveränität sowohl nach oben als auch nach unten verteilt und ein öffentliches Leben fördert, „das die durchdachte Loyalität seiner Bürger zu erwecken hofft“, nachdem es den Nationalstaaten im Wirkungsfeld der globalen Wirtschaft und innergesellschaftlicher Spaltungstendenzen an der Loyalität ihrer Bürger zu fehlen begonnen habe. Heutzutage erfordere Selbstbestimmung eine Politik, die sich „in einer Vielfalt von Schauplätzen abspielt – von Stadtvierteln über Nationen bis zur ganzen Welt.“
Auf die Idee einer globalen Demokratie, mit und in der allein man demokratischen Werten wirklich gerecht werden könnte, geht Rinderle ein. Nur so würde laut Befürwortern eine weltweite Legitimation von politischen Entscheidungen möglich, die in ihren Auswirkungen alle Menschen betreffen. Umsetzungsmodell auf institutioneller Ebene wäre ein Weltstaat mit einem Weltparlament, in das alle existierenden Einzelstaaten Delegierte entsenden würden, und mit einer die äußere Souveränität der Einzelstaaten beschränkenden Weltregierung. Ein anderes Modell sieht die vollständige Abschaffung von Einzelstaaten vor – mit der ganzen Menschheit als Volk eines demokratisch organisierten Weltstaats. In einer Mischform aus beiden Modellen schließlich könnte es neben einem Weltparlament eine Staatenkammer als Beschlussorgan geben. Gegen eine globale Demokratie spricht aus Rinderles Sicht vor allem, dass ein Weltstaat zur Despotie werden und dass die individuelle Freiheit darin untergehen könnte. Zudem erscheine es fraglich, ob nicht eine grundlegende Unverträglichkeit bestehe zwischen der Idee einer globalen Demokratie und der Wertschätzung von kultureller Diversität.
Lammert und Vormann plädieren angesichts globaler Probleme wie Klimakrise, Terrorismus und zunehmenden sozialen Ungleichheiten für einen globalen Föderalismus. Dafür bedürfe es nicht des „Schreckgespenstes“ eines Weltstaats. Nicht alles müsse auf globaler Ebene verhandelt und legitimiert werden. Horizontale Kooperationsachsen könnten auf bestehende Partnerschaften aufbauen. Doch auch in vertikalen Kooperationsachsen könnten politische Prozesse wieder an Legitimation gewinnen. Entscheidend dafür sei die Anwendung des Subsidiaritätsprinzips: Was auf niedrigeren Organisationsebenen behandelt werden kann, solle dort auch geregelt werden. Zudem bedürfe es der Querfinanzierung zwischen reichen und strukturarmen Regionen und einer Internalisierung der Globalisierungskosten, die nicht auf die Allgemeinheit und ihre schwächsten Mitglieder abgewälzt werden dürften, sondern von den globalen Akteuren und Profiteuren bei internationalen Unternehmen oder in der Finanzbranche getragen werden müssten. Eine Demokratisierung steht für Lammert und Vormann auch im veralteten Institutionengefüge der Vereinten Nationen an, damit globale Probleme und Schieflagen in den Griff zu bekommen wären, beispielsweise durch eine Reform des UN-Sicherheitsrats.